# 澳門巴士1路線
澳門巴士1路線是由澳巴經營，往返關閘和媽閣的巴士路線。

## 簡介及歷史
- 本線是澳門首條巴士線，1948年2月1日正式開通，由港澳碼頭往返新街市，為第1代2路線逆時針版本；途經新馬路、南灣大馬路、水坑尾、荷蘭園、高士德、新街市（紅街市）、提督馬路、沙梨頭，返回內港（港澳碼頭）。

- 1952年1月1日，因澳門公共汽車公司突然以虧損為由停駛而停辦，後在1月22日改由福利接辦。

- 1952年中期，本線與2路線併入5路線。

- 1962年8月19日，重新開通1路線，以大環市線往返媽閣至新街市，服務時間為07:15-12:27，班距為5分鐘。

- 1988年前，本線由福利經營，往返青洲及媽閣。

- 1990年，因應筷子基區的發展需要，總站由青洲遷至筷子基。

- 2008年12月7日起，為配合交通事務局實行第一階段巴士路線調整計劃，本線延長至關閘總站，以填補1A、34路線取消途經提督馬路至媽閣一段後的不足，提供予乘客轉乘1A、34路線。班距亦提升至8-10分鐘。[1]

- 2011年8月1日，本線改由維澳蓮運經營。

- 2011年8月2日至27日，因應本線客量極大，加上司機不足，令維澳蓮運難以獨自營運，本線由新福利臨時派出支援車輛。

- 2011年8月28日起，因新福利人手緊張而取消此安排。[2]

- 2013年10月2日起，因維澳蓮運已申請破產，本線由交通事務局暫時接管9個月。

- 2014年7月1日，本線改由新時代經營。

- 2015年4月12日17:00-21:00，受在黑沙環發生的一宗交通意外而其後因下雨等原因造成的大塞車，所有途經關閘的路線之行車時間比平時多出逾三倍。新時代臨時將本線改為特班車，期間不駛回關閘總站。[3]

- 2016年3月19日，因調整白朗古將軍大馬路周邊路段的行車安排，取消停靠“提督馬路／白朗古”站，走線改為原線至提督馬路，改經沙梨頭新街、飛喇士街至白朗古將軍大馬路後再按原線行駛。[4]

- 2016年4月23日起，取消停靠“媽閣廟前地”、“河邊新街／媽閣”、「土地廟前地」站，改停靠「河邊新街／凱泉灣」、「沙梨頭／華寶工業大廈」站。[5]

- 2016年11月18日，因應路面實際情況及客況，安排本線的部分班次由關閘總站開出後跳站至“白朗古／跑狗場”或“提督馬路／雅廉訪”站後繼續原線行駛，致力維持其後站點的班次穩定。[6]

- 2017年8月23日起，受到超強颱風天鴿帶來的嚴重風暴潮影響，關閘總站出現嚴重水浸和破壞需要暫停使用，臨時改以循環線行駛。[7]

- 2017年8月31日起，因應「關閘總站」停用及應對開學的巴士服務需求，本線改為循環線，以「巴波沙大馬路」站為循環點，新增停靠「紀念孫中山公園」、「街總社區服務大樓」站，取消停靠「三角花園」、「第二警司處」站。[8]

- 2018年6月16日起，恢復停靠「看台街／騎士馬路」、「三角花園」、「第二警司處」站，取消停靠「紀念孫中山公園」、「街總社區服務大樓」站。

- 2018年6月30日，因新馬路排水系統工程影響，本線延長至「澳門旅遊塔」站。[9][10][11][12]

- 2018年7月7日起，本線恢復原線行駛。[13]

- 2018年8月1日起，本線改由澳巴經營。

- 2018年12月15日起，北區總站遷回關閘總站。回復為雙向線，並維持停靠現有站點及走線。

- 2019年4月6日，為配合“內港北雨水泵站箱涵渠建造工程”，暫不停靠“十六浦”站。

- 2019年7月27日起，多個巴士站改名：
  - “第二警司處”站改名為“北區警司處”；
  - “水上街市”站改名為“沙梨頭街市”。

- 2019年8月31日起，因“內港北雨水泵站箱涵渠建造工程”已完工，恢復原線停靠。

- 2019年9月28日，因“2019澳門國際煙花比賽匯演”，本線開設特班車，總站臨時延長至旅遊塔。

- 2020年1月20日起，“火船頭街”改名為“內港客運碼頭”，並往司打口方向遷移。[14]

- 2020年7月26日起，因“罅些喇提督大馬路加建排洪雨水管道工程”影響，暫不停靠“沙梨頭海邊街”、“提督／紅街市”站，臨時停靠“林茂／澳門遊艇會”、“林茂／運順新邨”站。[15]

- 2020年8月1日起，所有路線平日上午尖峰時段（07:00-09:00）平均候車時間增加2-5分鐘，而平日下午尖峰時段（16:00-20:00）之平均候車時間則增加4至9分鐘，其餘時段班次亦適當調整。

- 2021年11月27日起，改為停靠位於火船頭街海關、萬事發酒店門外的旅遊巴上落客區及上落客貨區部份位置的“內港客運碼頭”站。[16]

- 2022年7月11日至17日，本線改以特別巴士專線方式營運，僅供特許人士乘搭。[17][18]

- 2022年7月18日至22日，因宣佈延長“相對靜止管理”措施，本線維持上述措施。[19]

- 2022年10月6日起，調整本線「關閘總站」之停靠位置，由D車道改為E車道。[20][21]

- 2022年12月3日起，本線總站調整至“媽閣交通樞紐”，“媽閣總站”調整為中途站並更名為“西灣湖景大馬路／媽閣碼頭”。[22][23][24][25][26][27]

## 使用車輛
- 本線在福利時代，主要採用從英國購入的二手Bristol L5G及Bristol LS5G行駛。後來因為本線客量較低，所以改用三菱Rosa，偶爾使用平治O814，後來因為1A路線縮短總站和不經提督馬路至媽閣一段和延長總站後，客量開始上升，用車亦開始改用載客量較高的蘇州金龍10米和猛獅13.230。

### 維澳蓮運時期

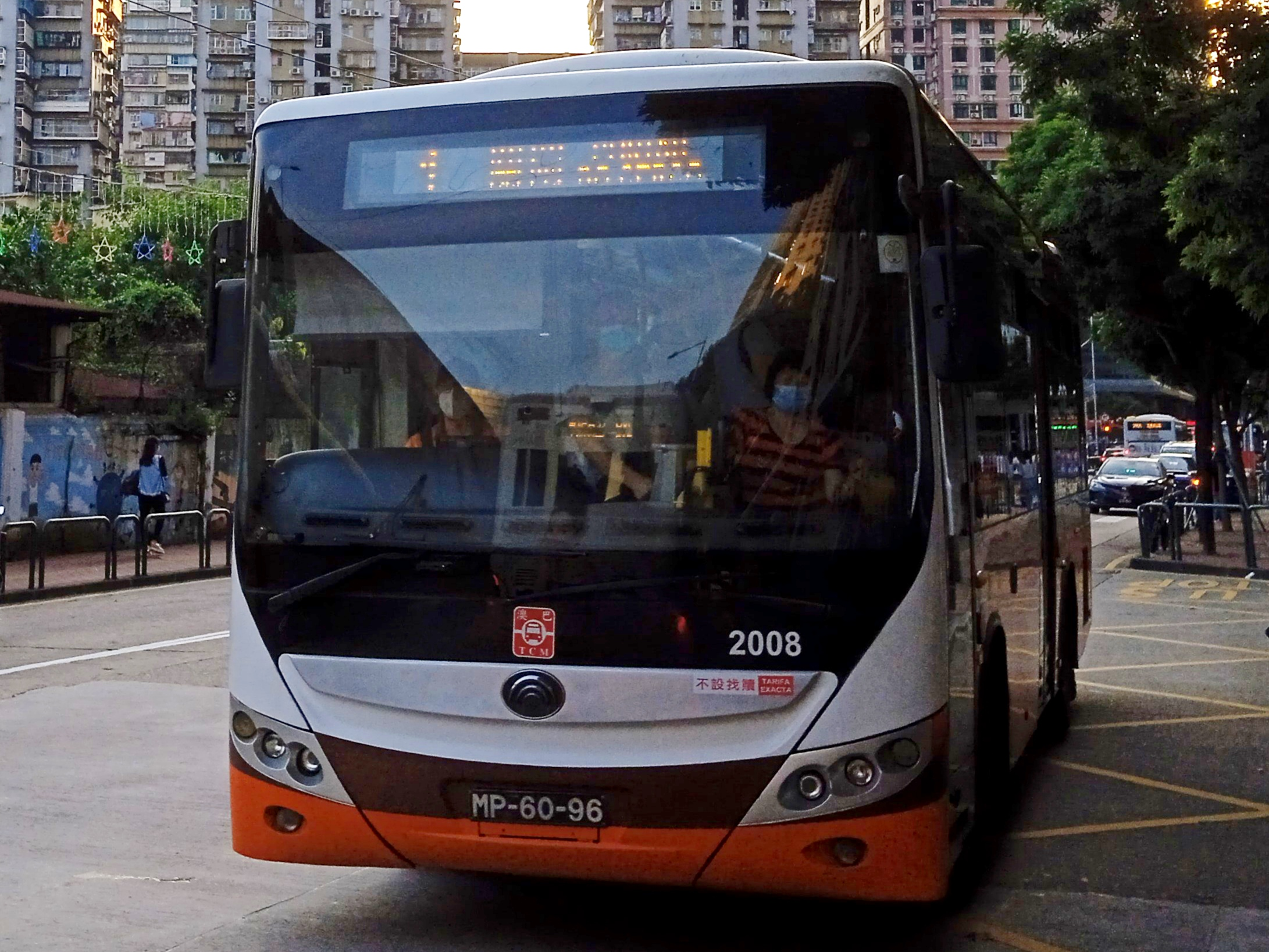
宇通ZK6118HGE
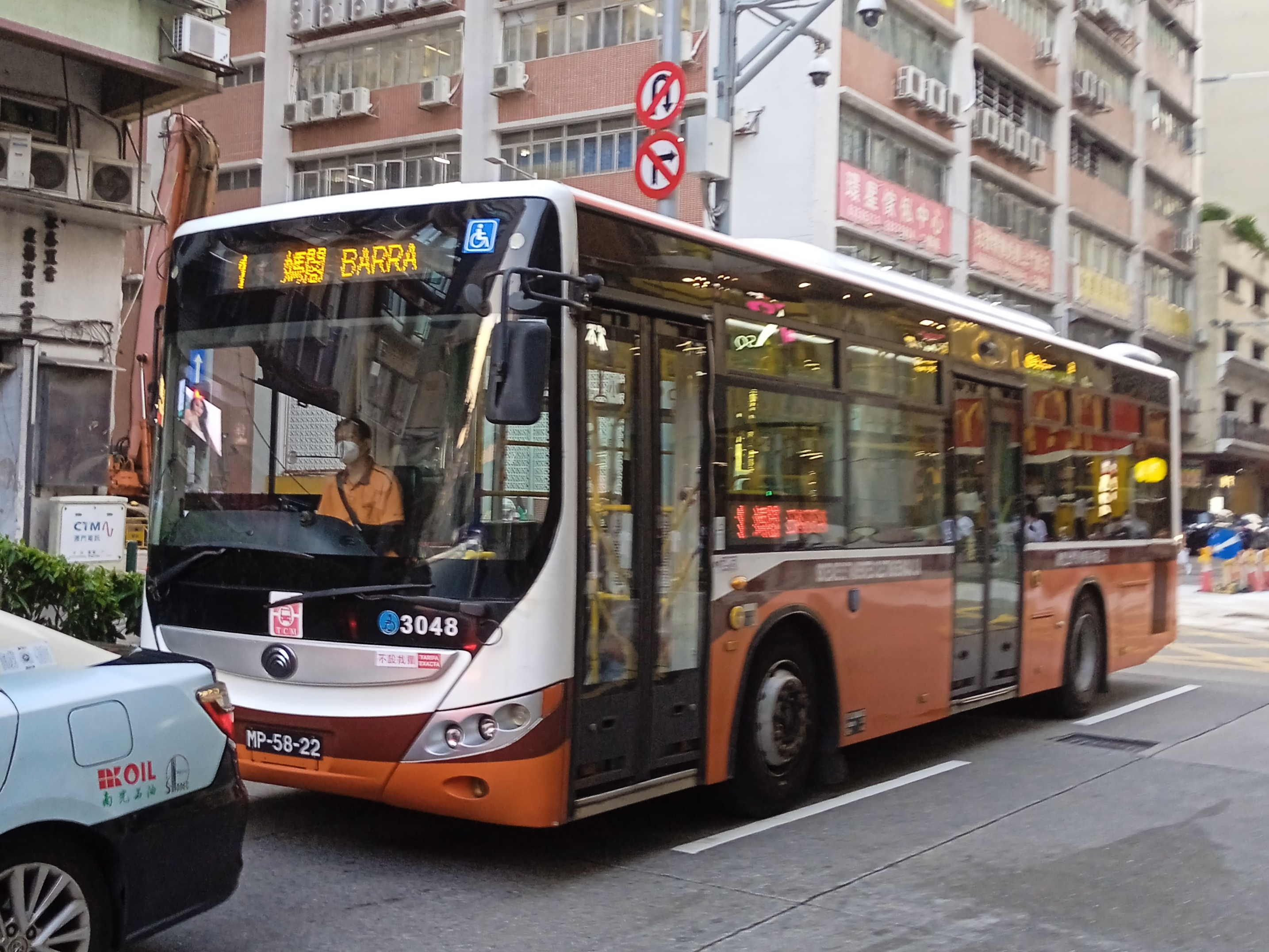
宇通ZK6118HGE
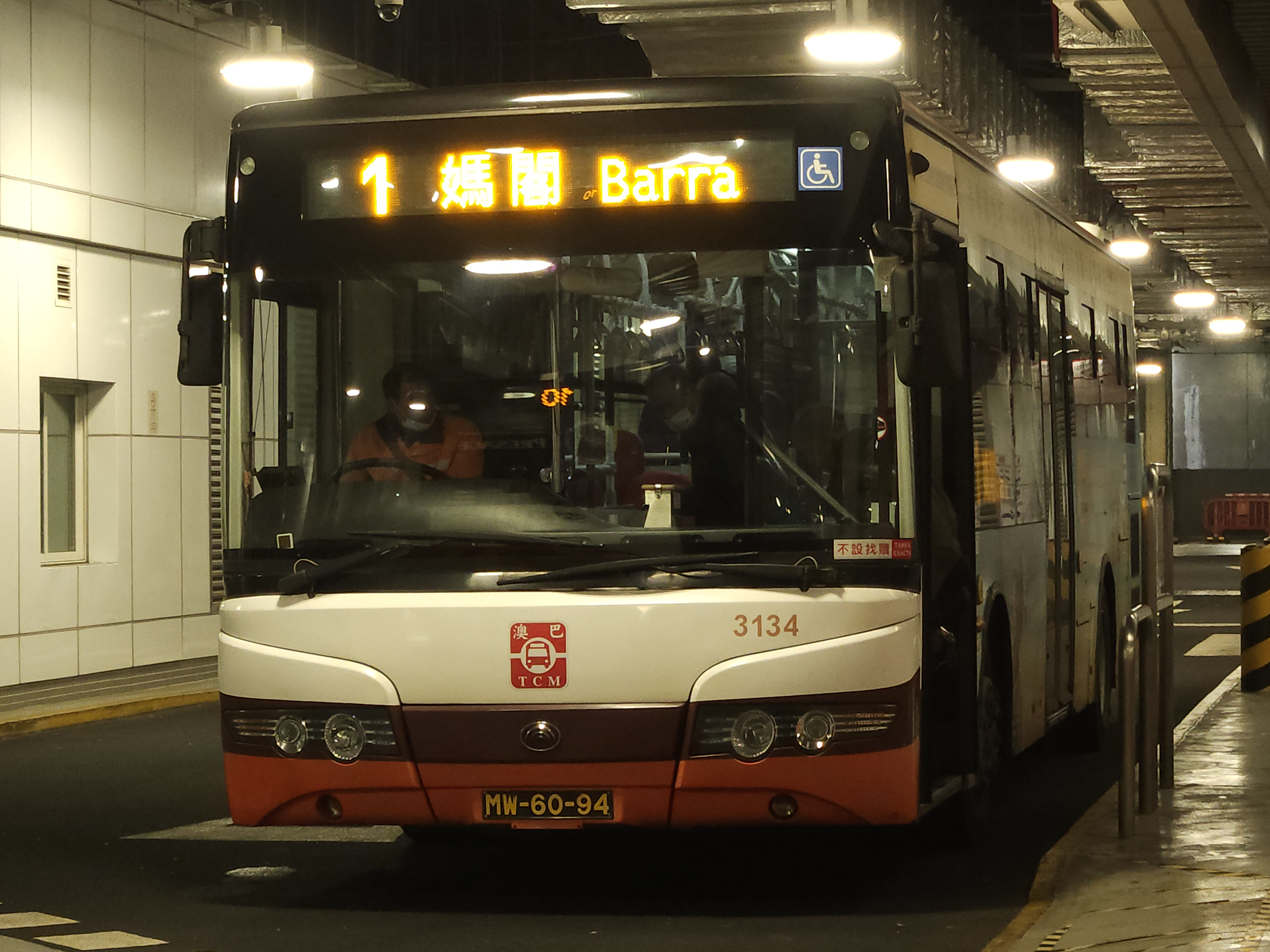
宇通ZK6115HG1
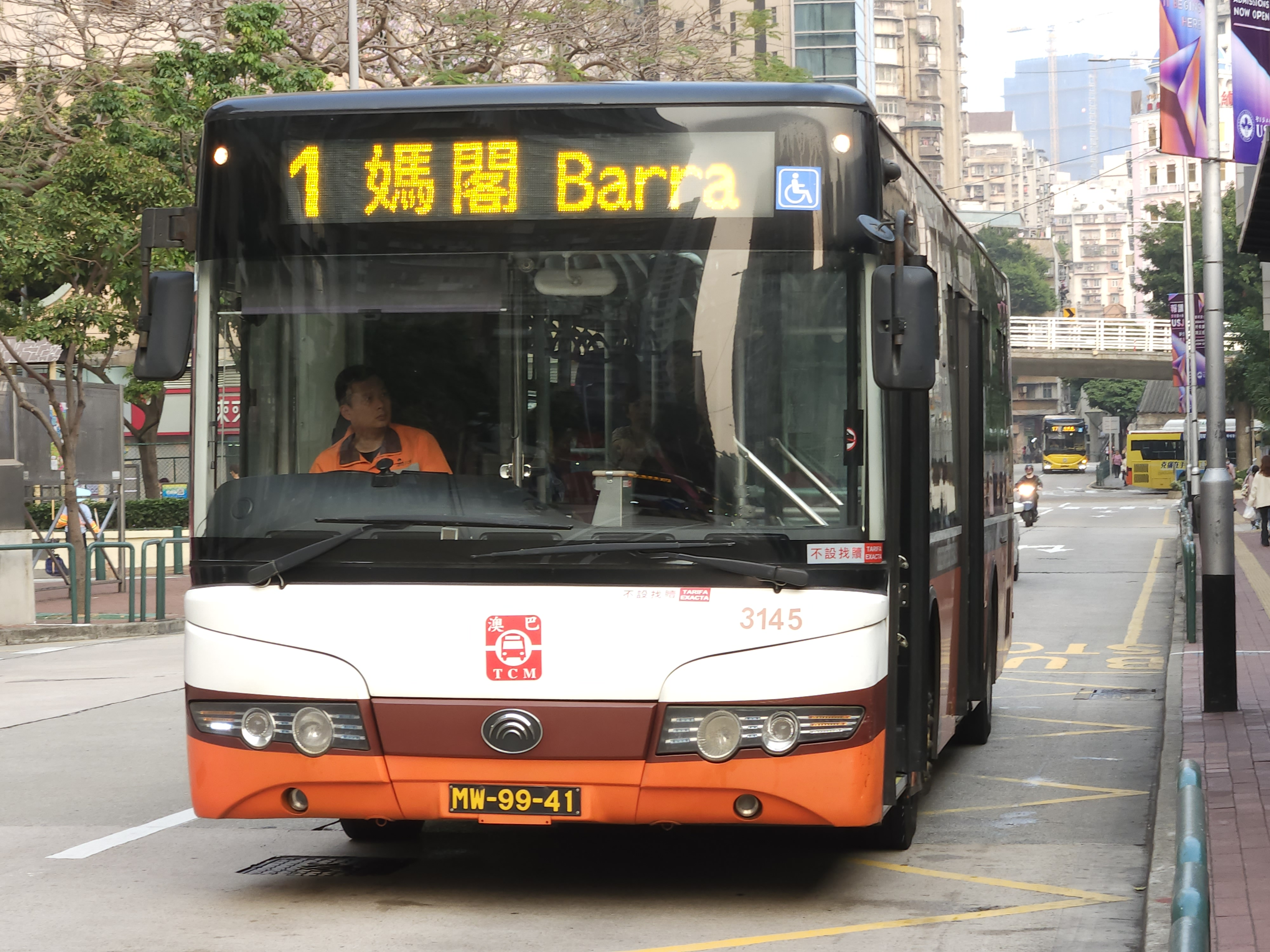
宇通ZK6105HG
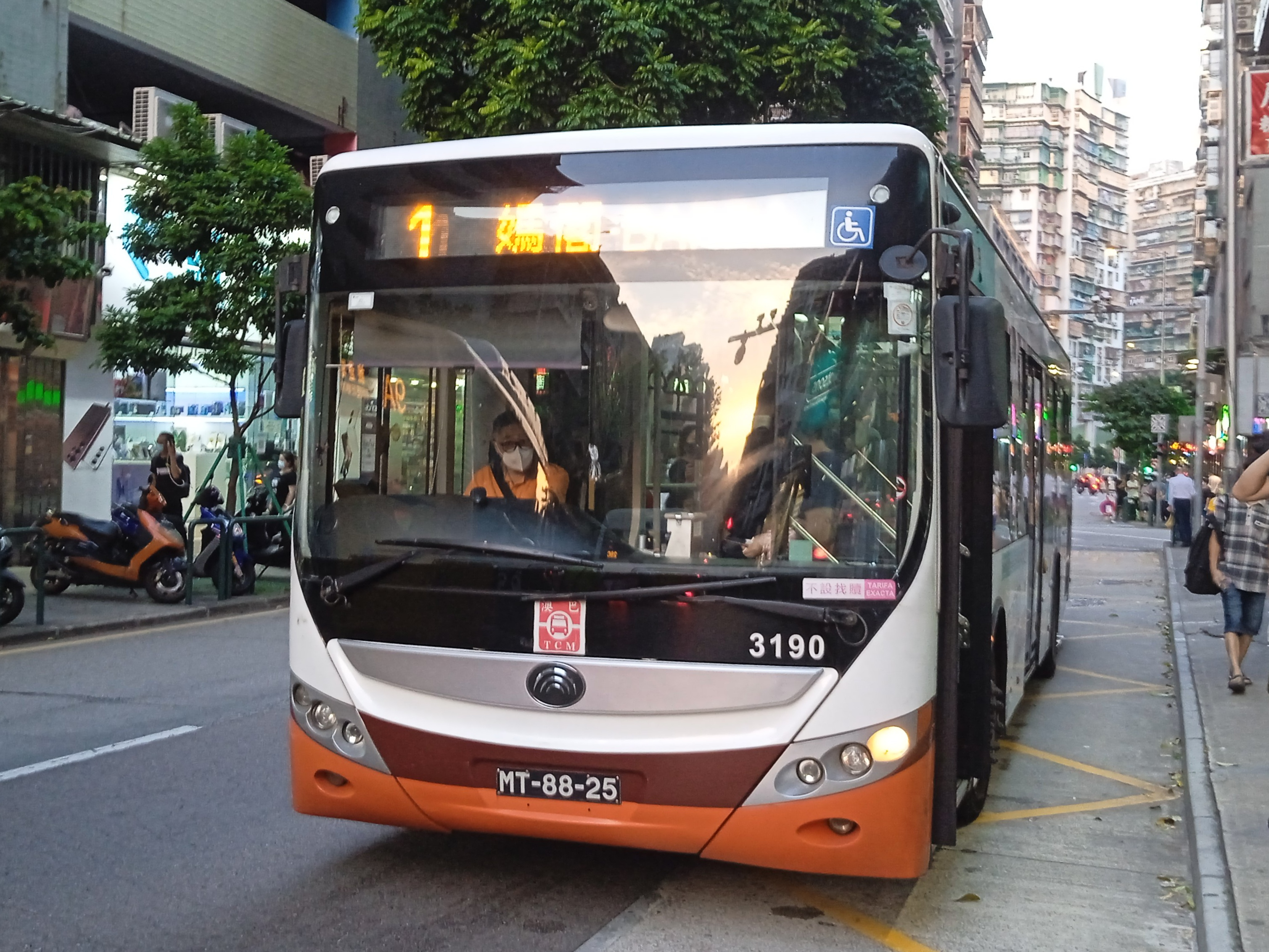
宇通ZK6118HGE
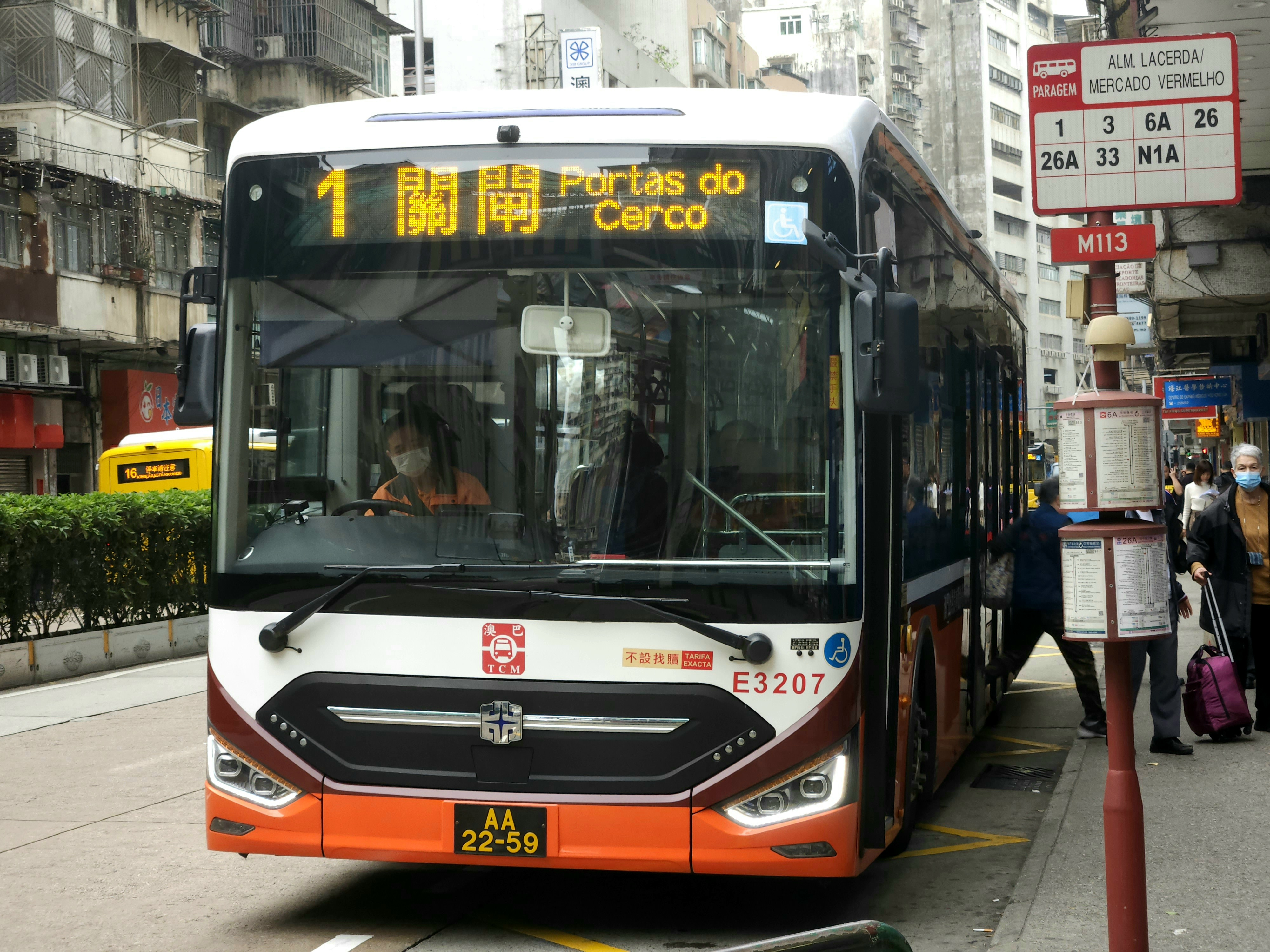
中通LCK6113SHEVG
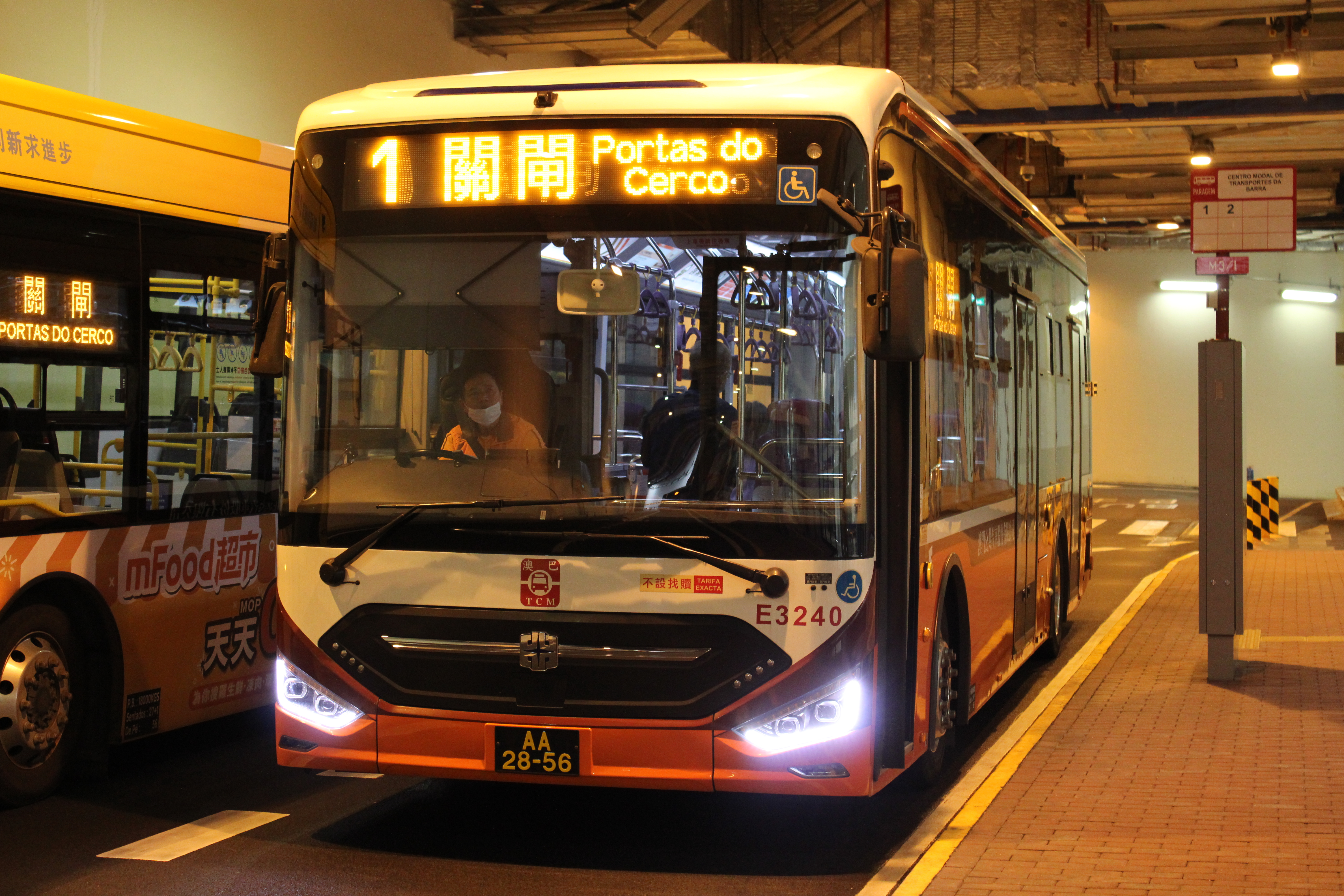
中通LCK6113SHEVG
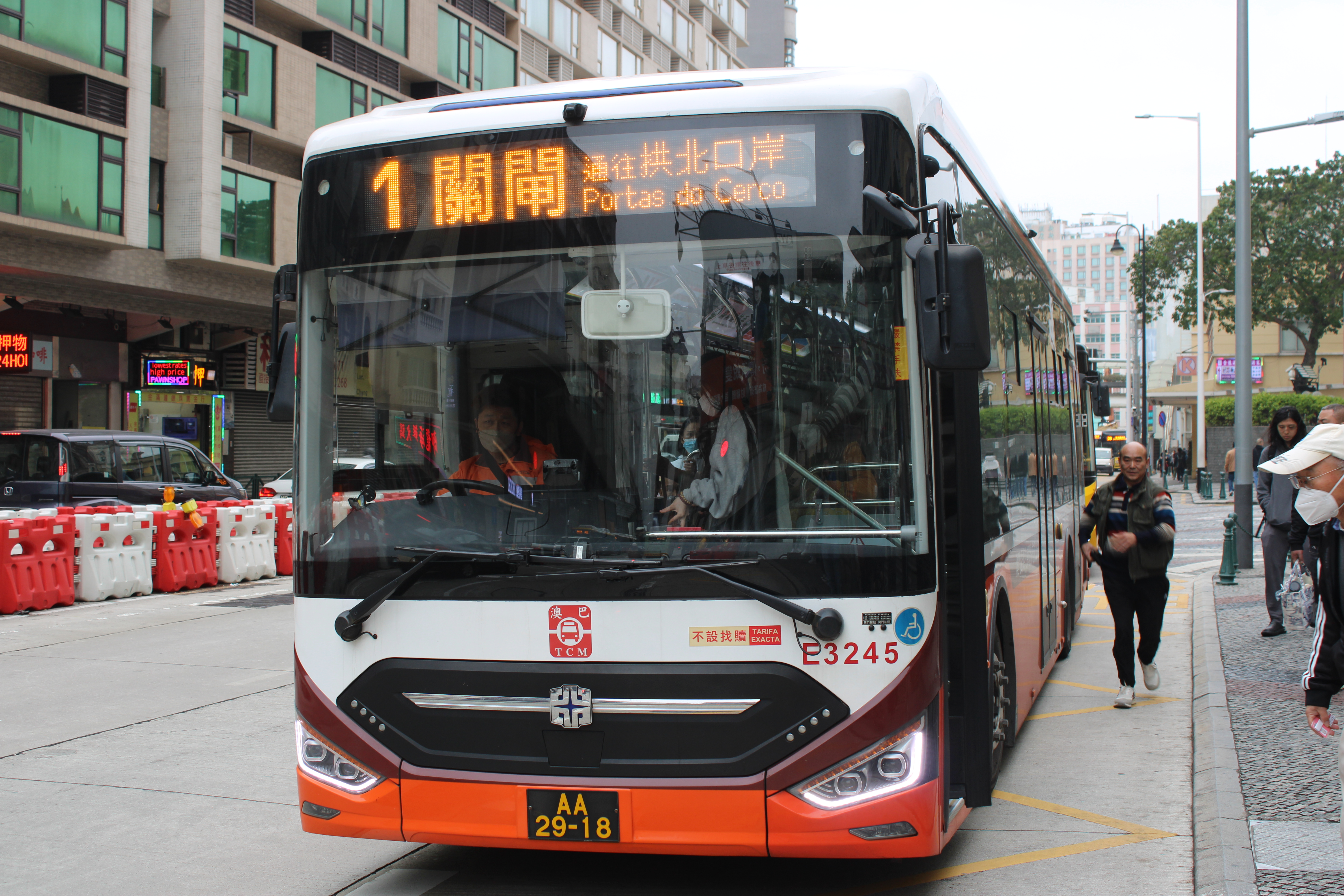
中通LCK6113SHEVG
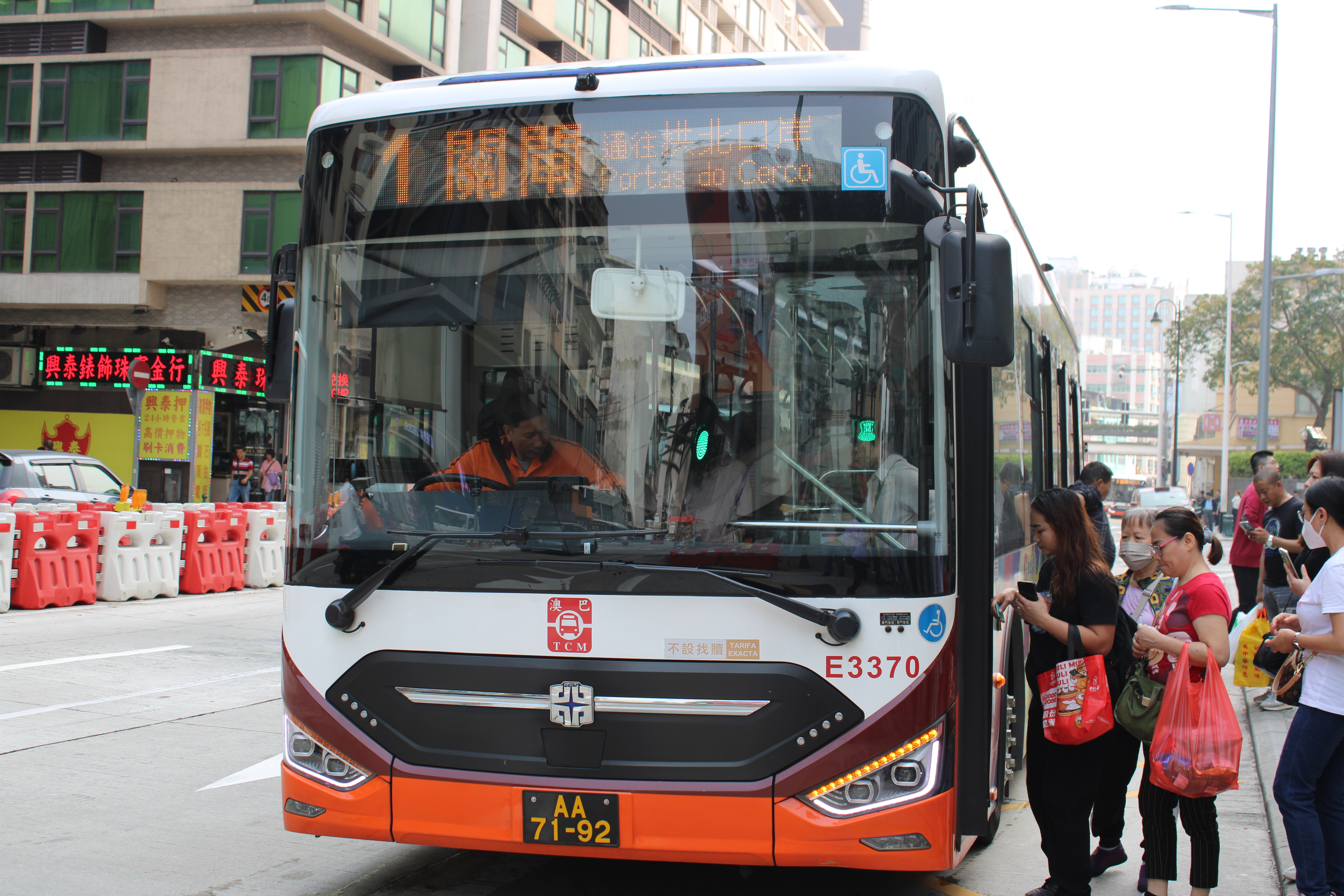
中通LCK6113SHEVG
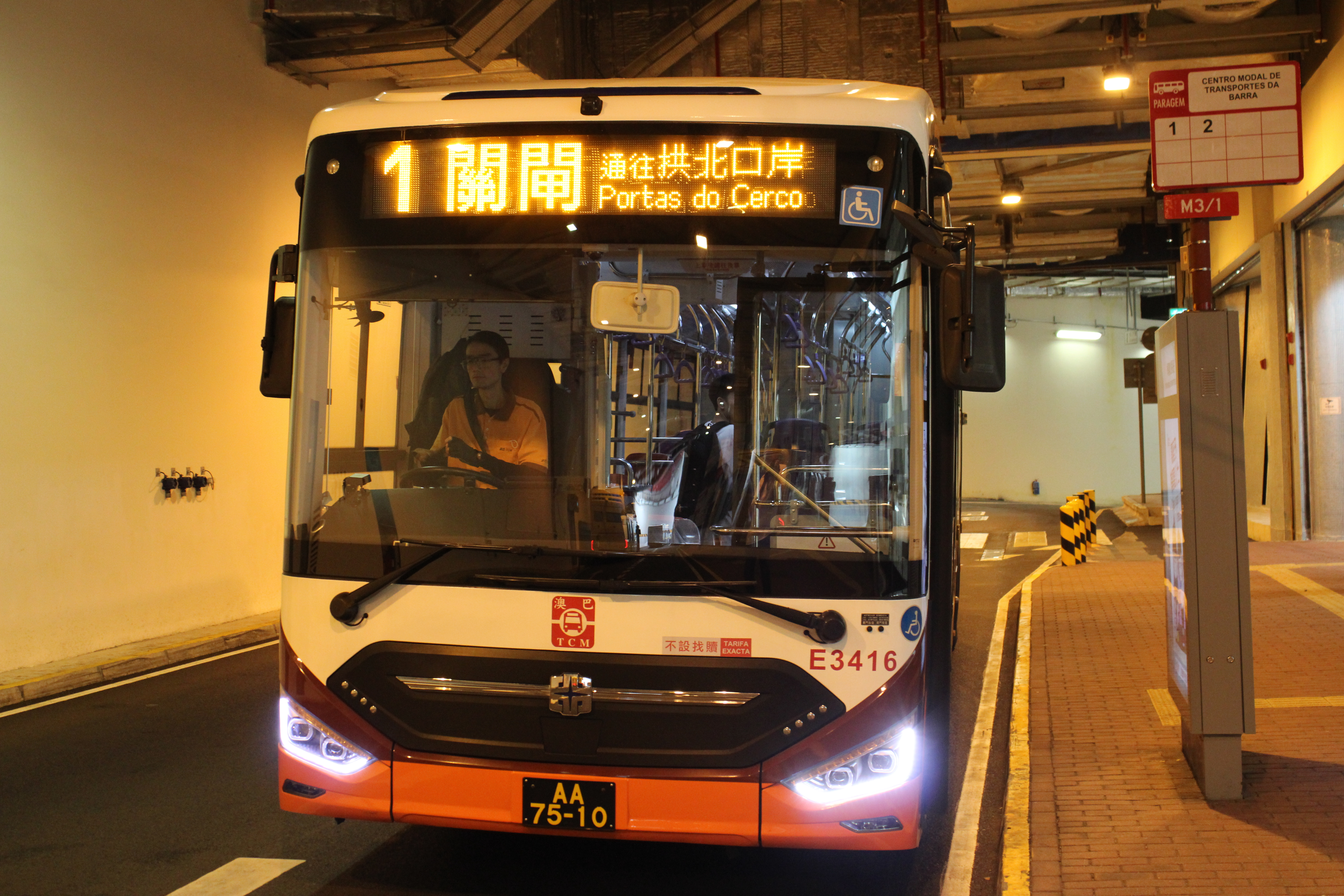
中通LCK6113SHEVG
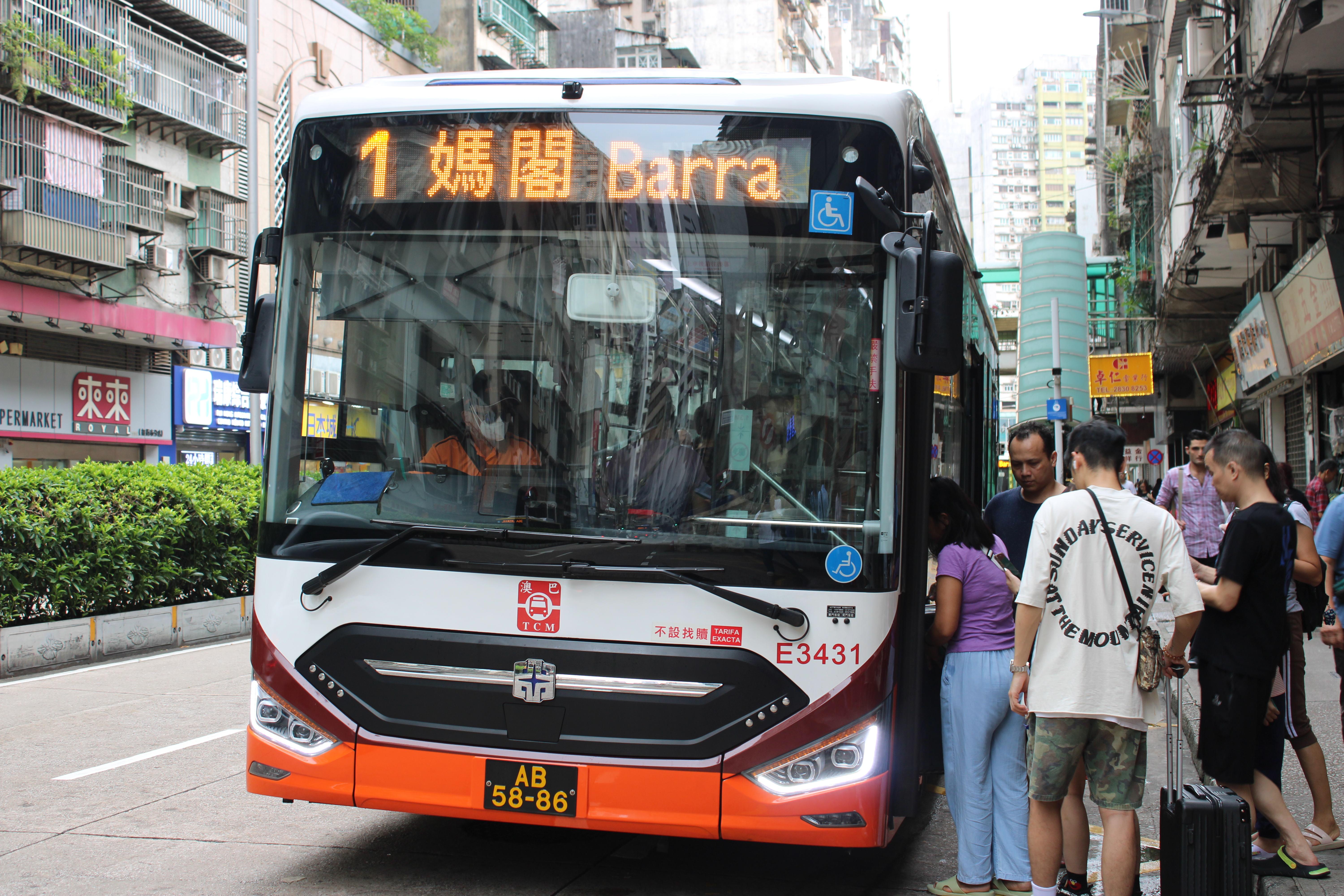
中通LCK6113SHEVG
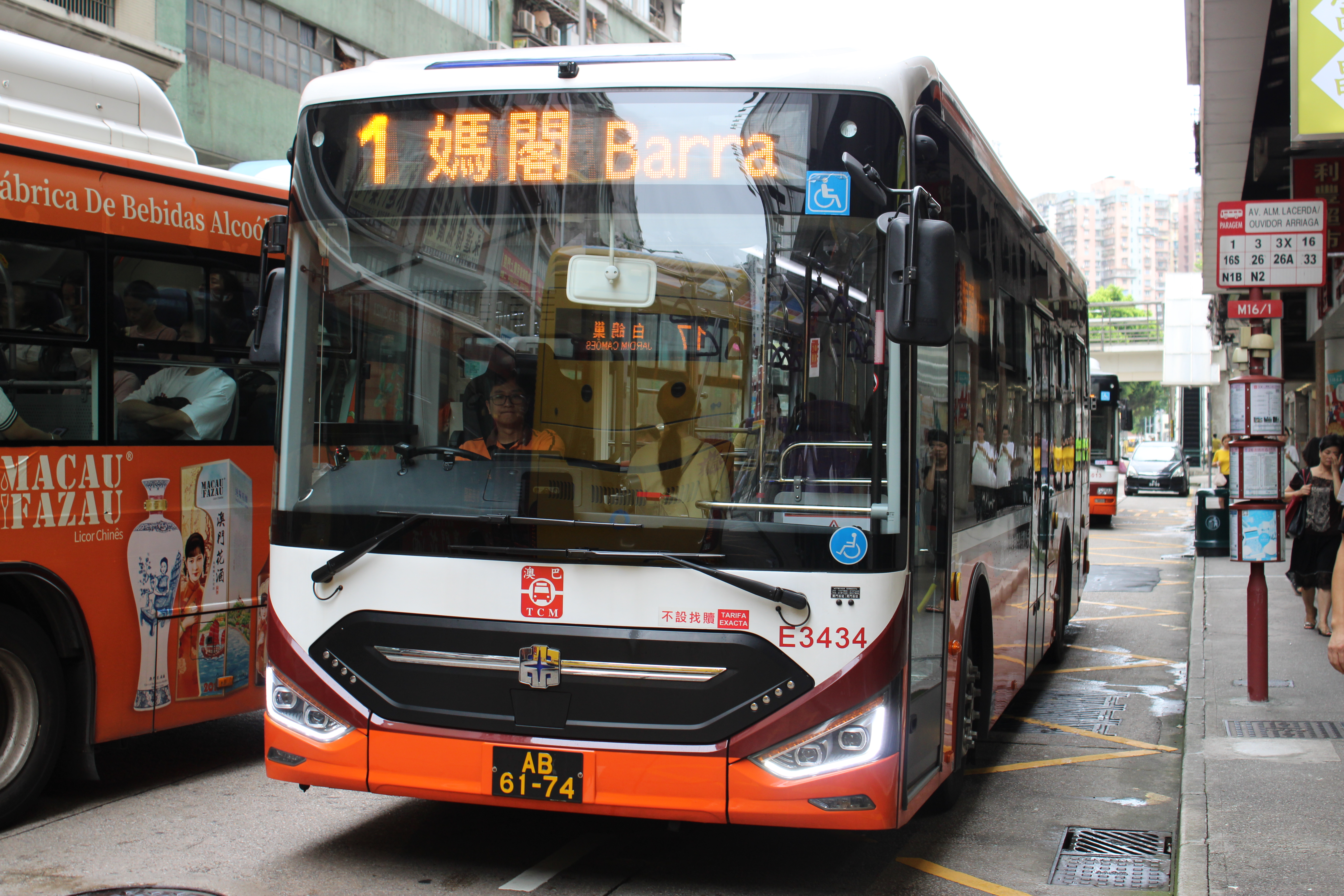
中通LCK6113SHEVG
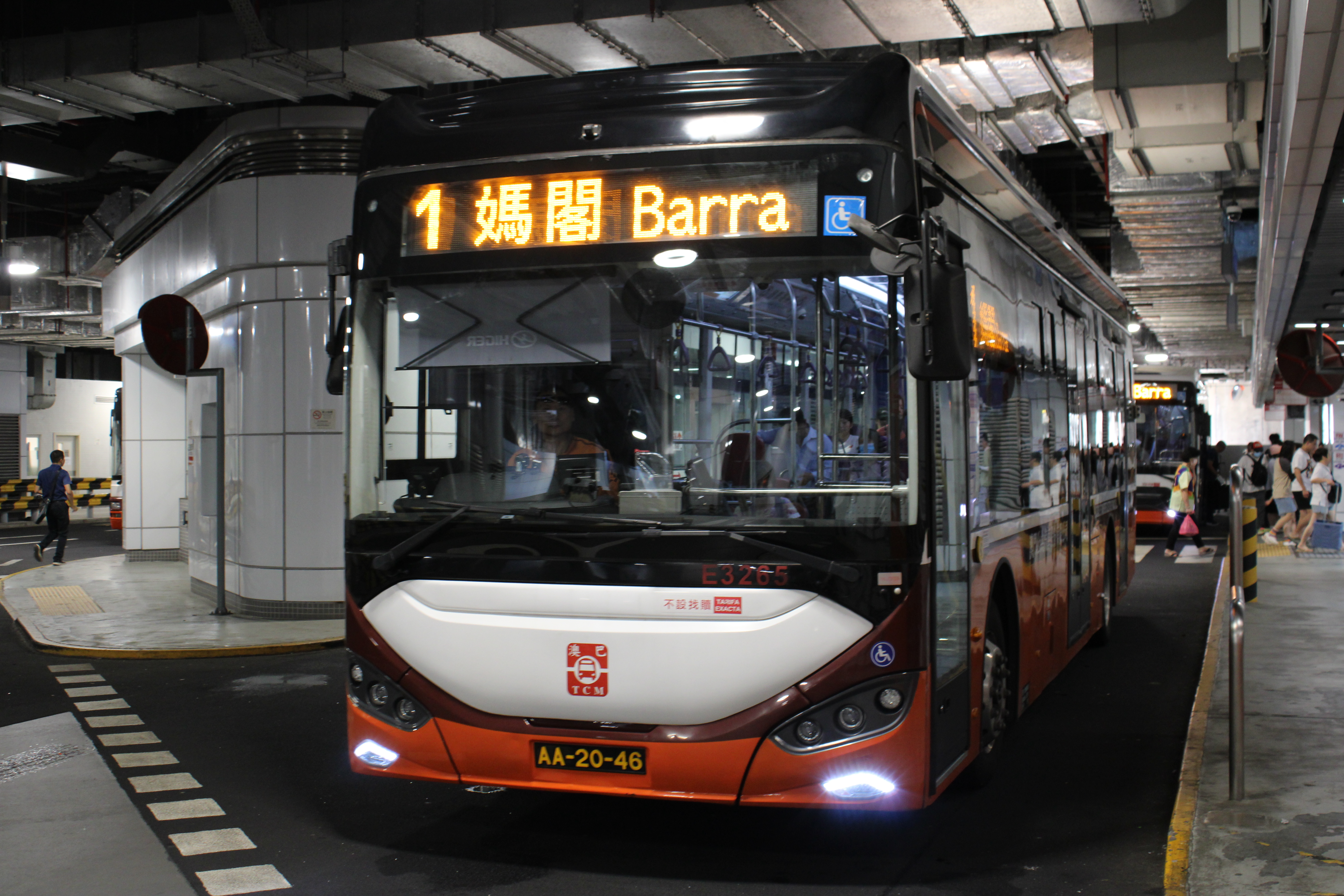
蘇州金龍KLQ6116GHEV
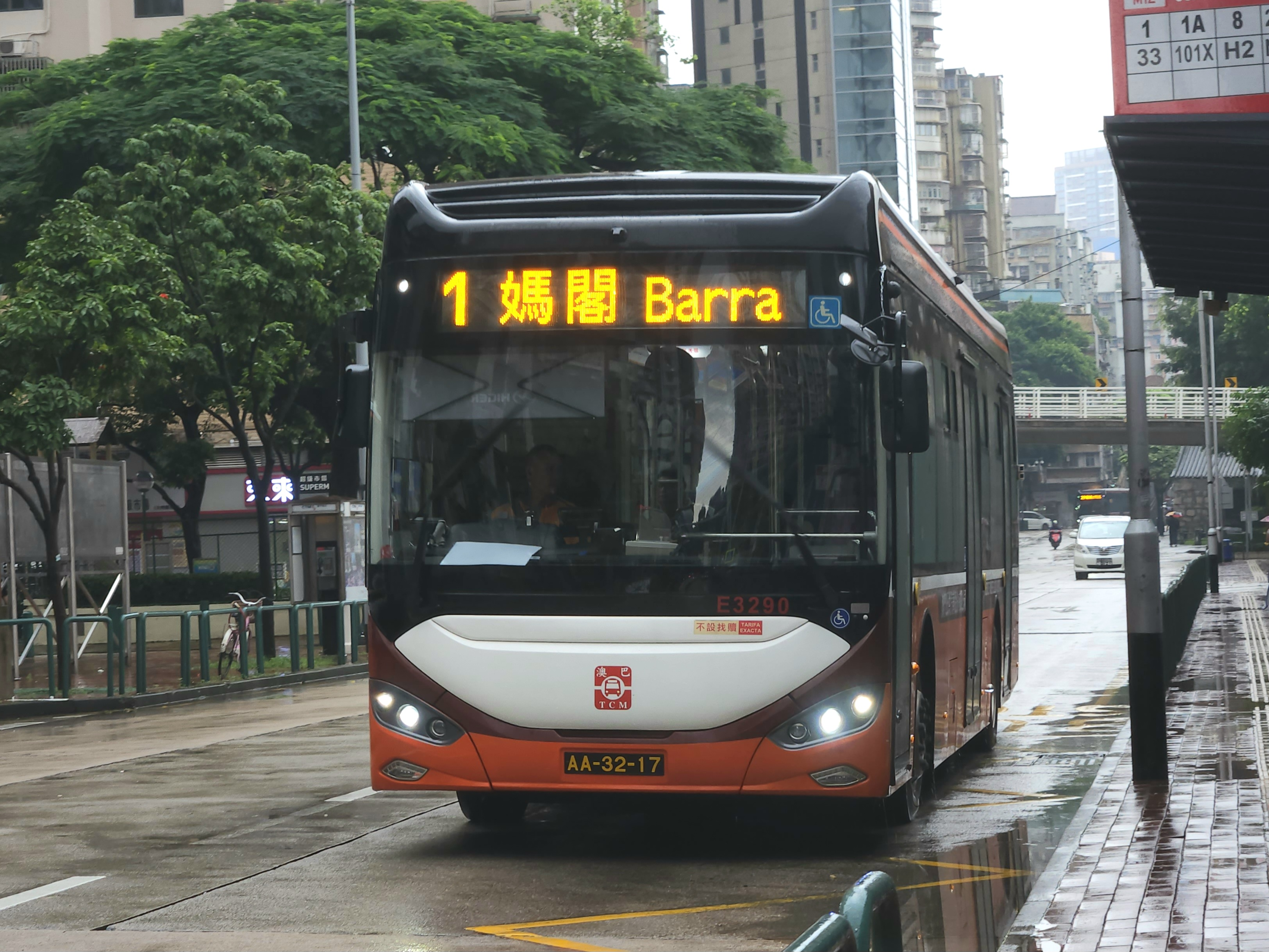
蘇州金龍KLQ6116GHEV
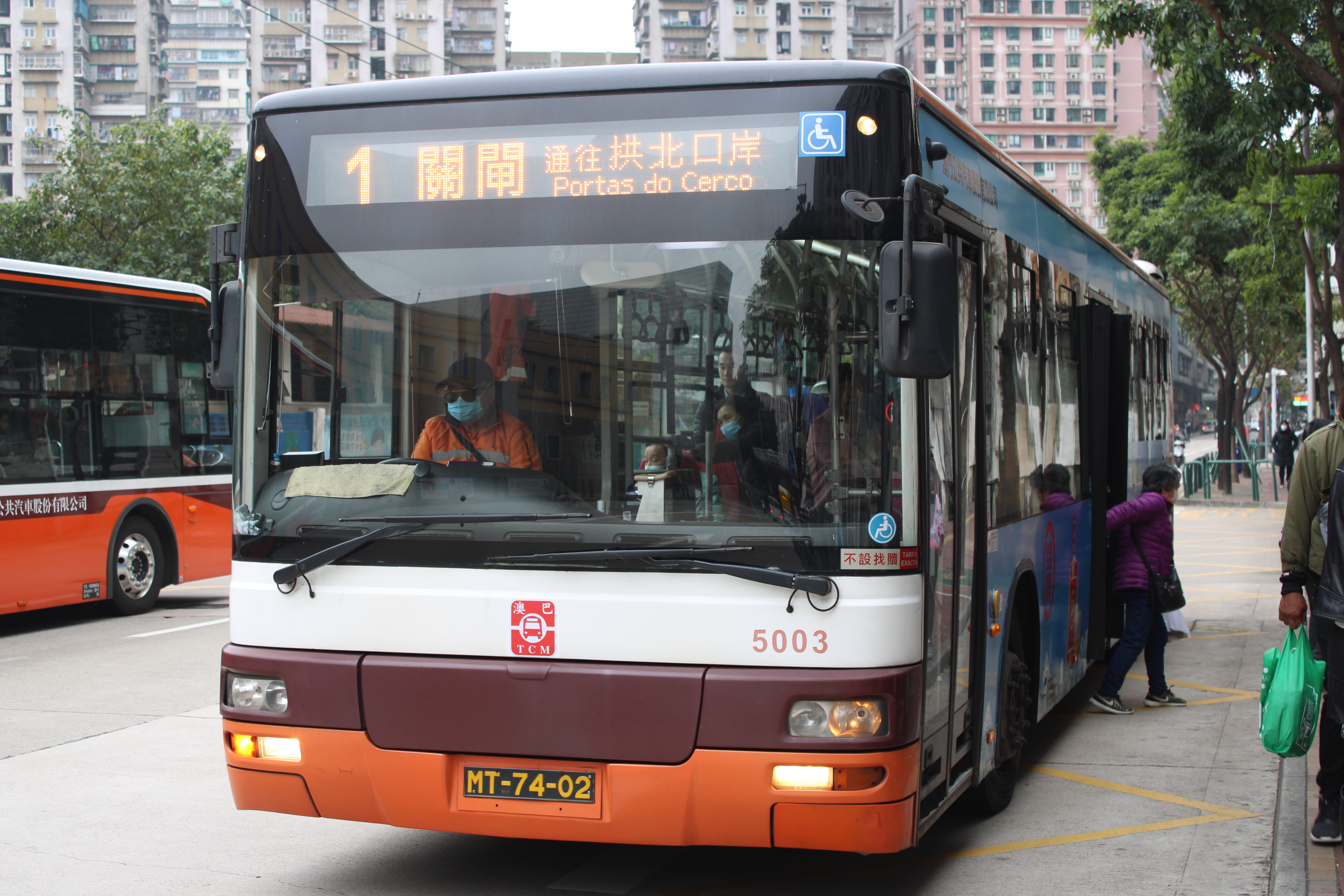
宇通ZK6128HGE
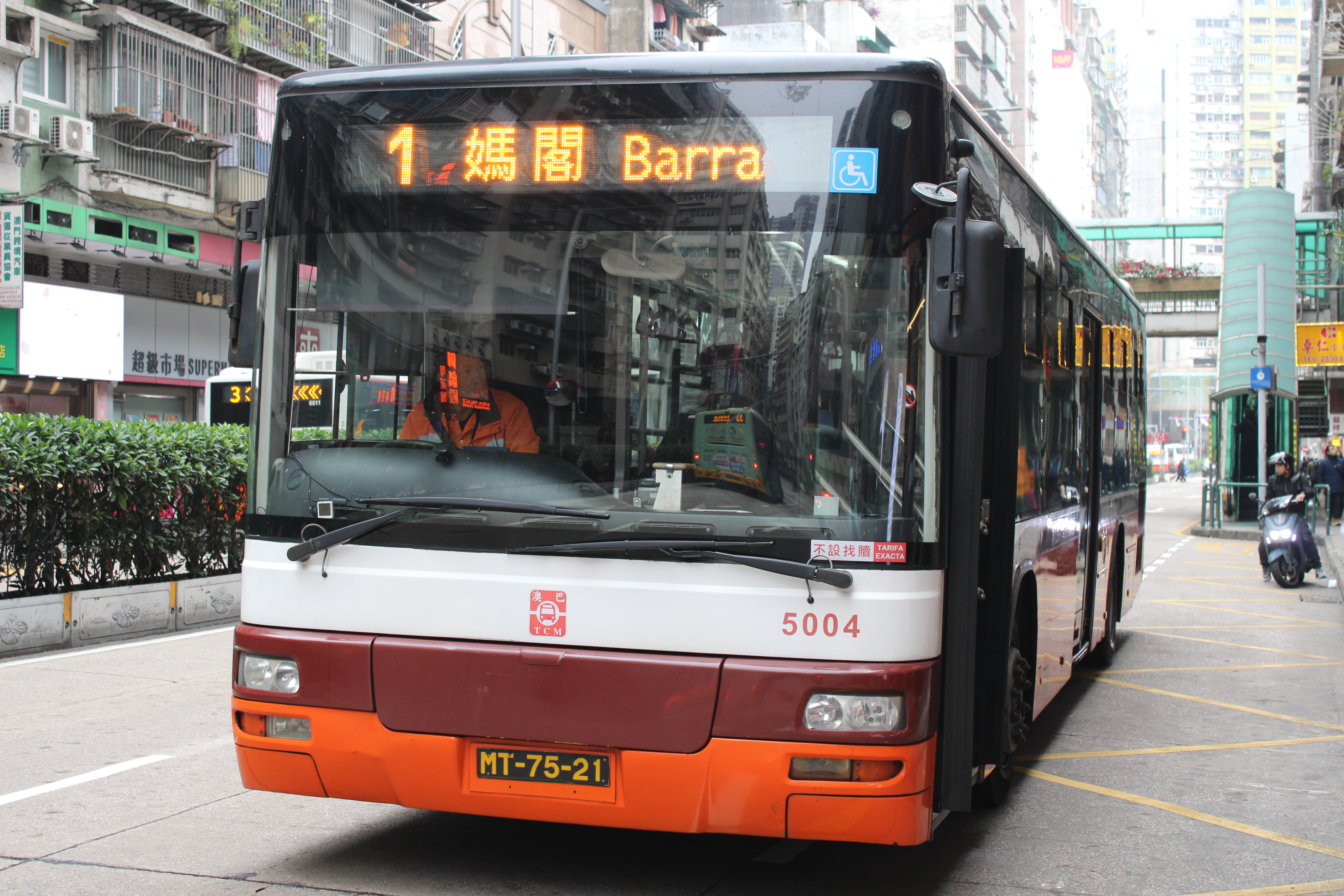
宇通ZK6128HGE
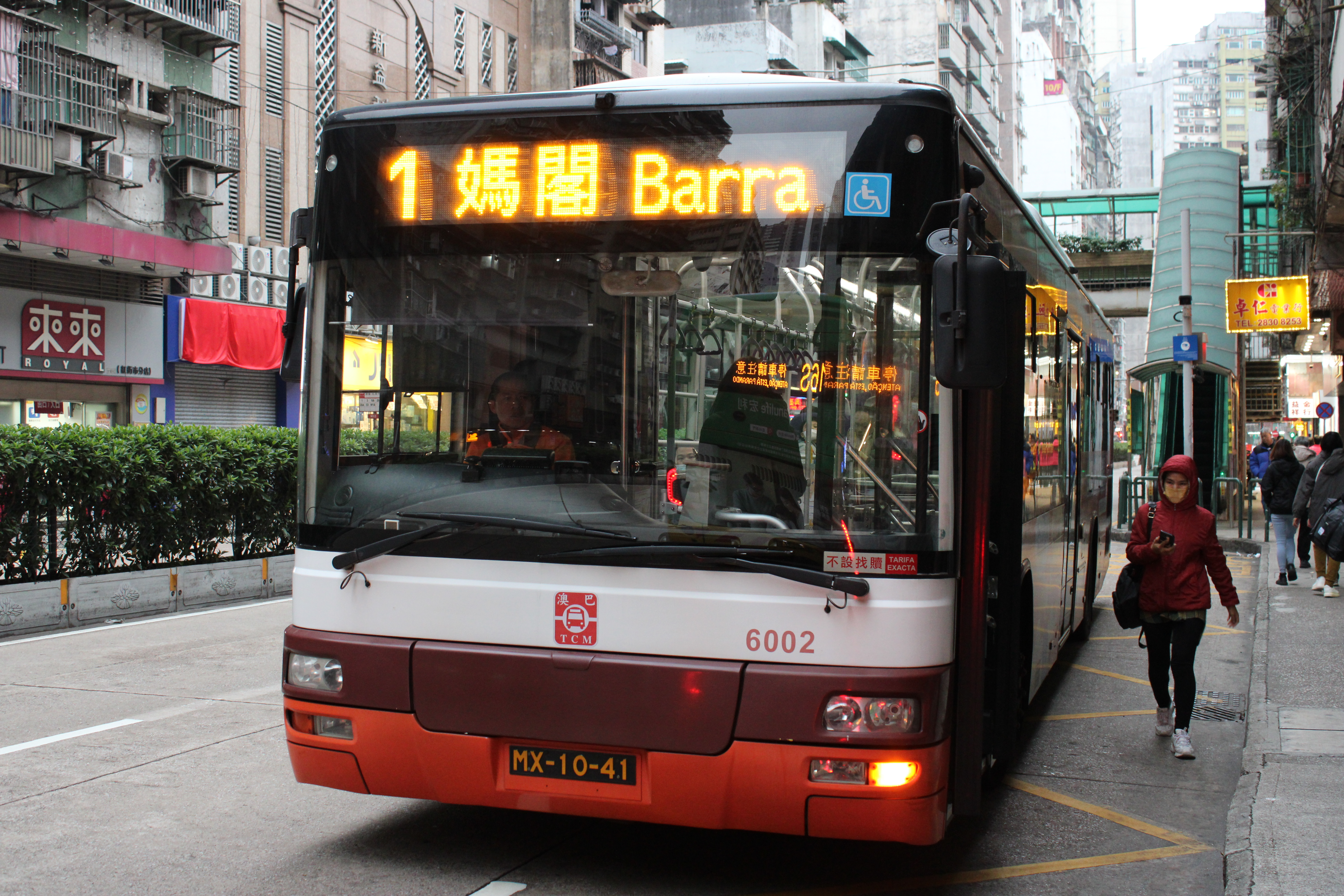
宇通ZK6125HNG
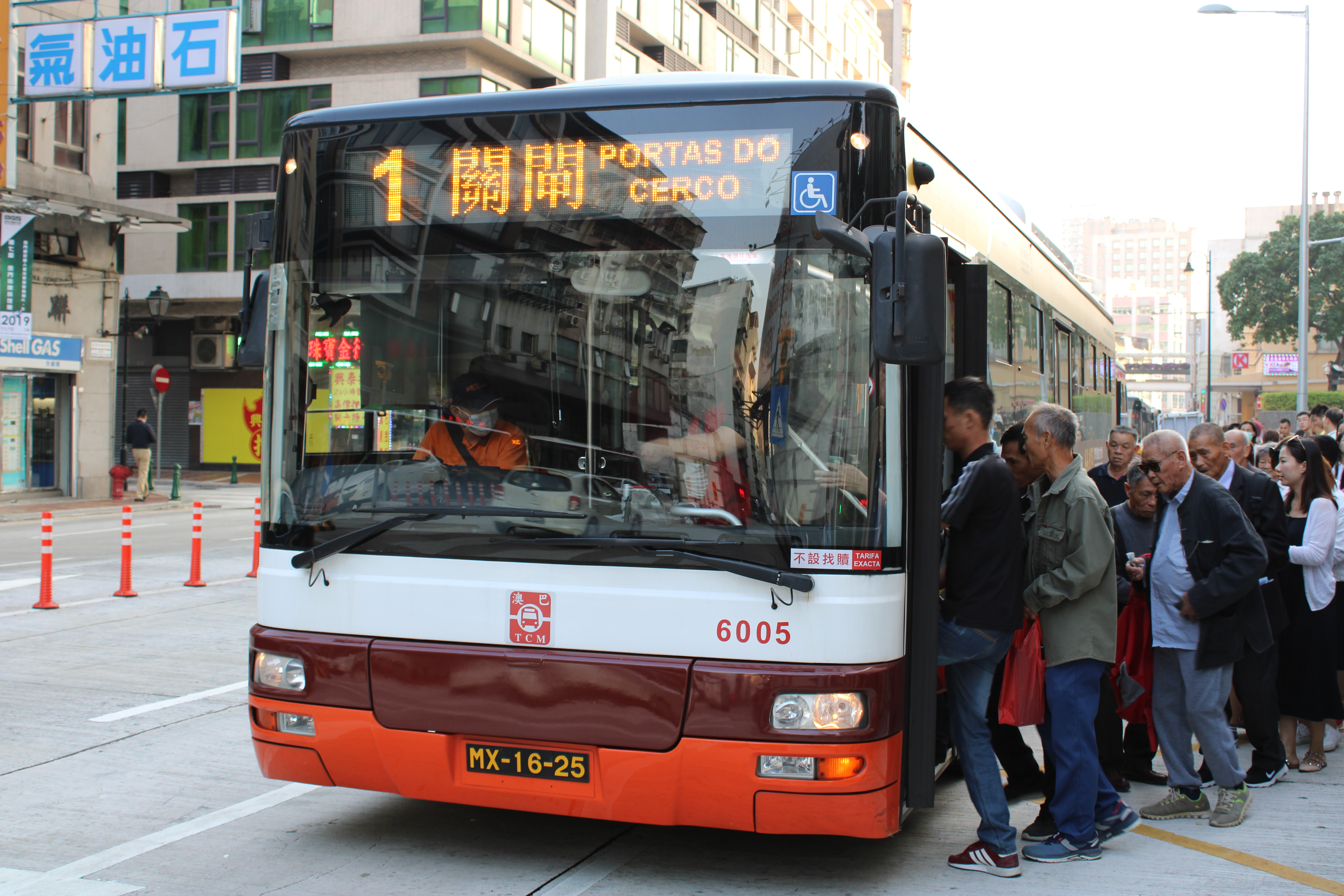
宇通ZK6125HNG
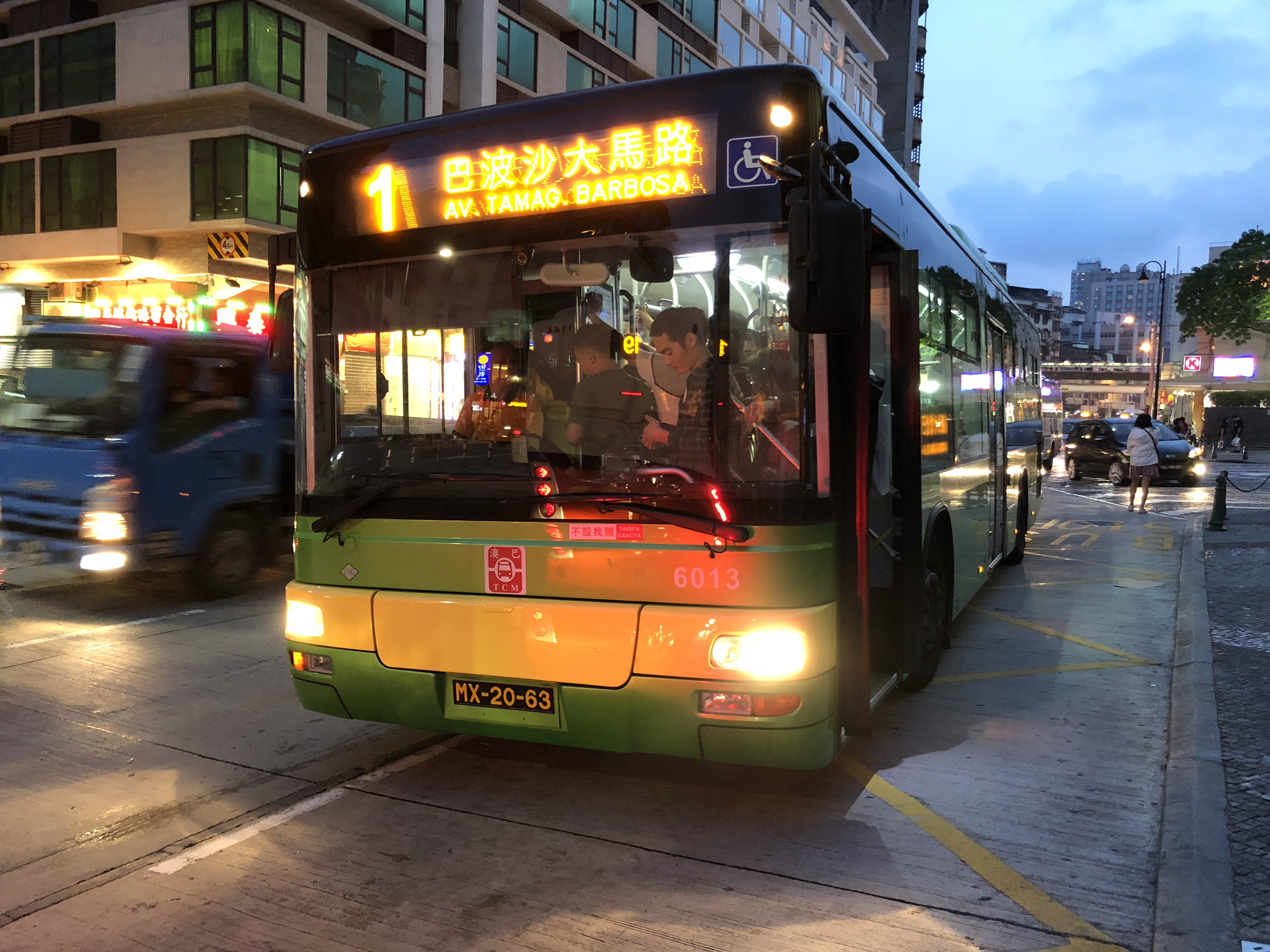
宇通ZK6125HNG
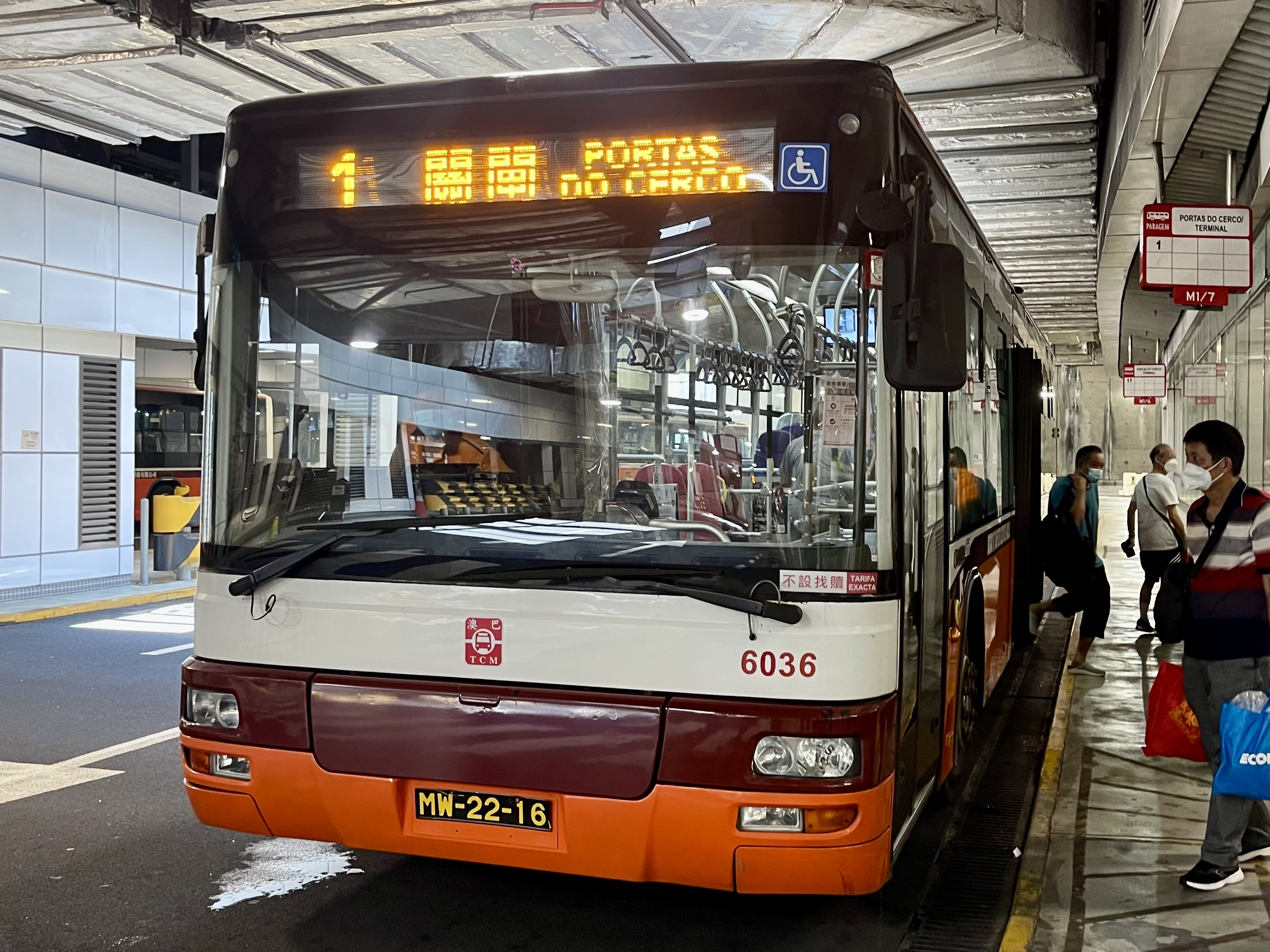
宇通ZK6128HNGE

### 新時代時期
2017年9月前：

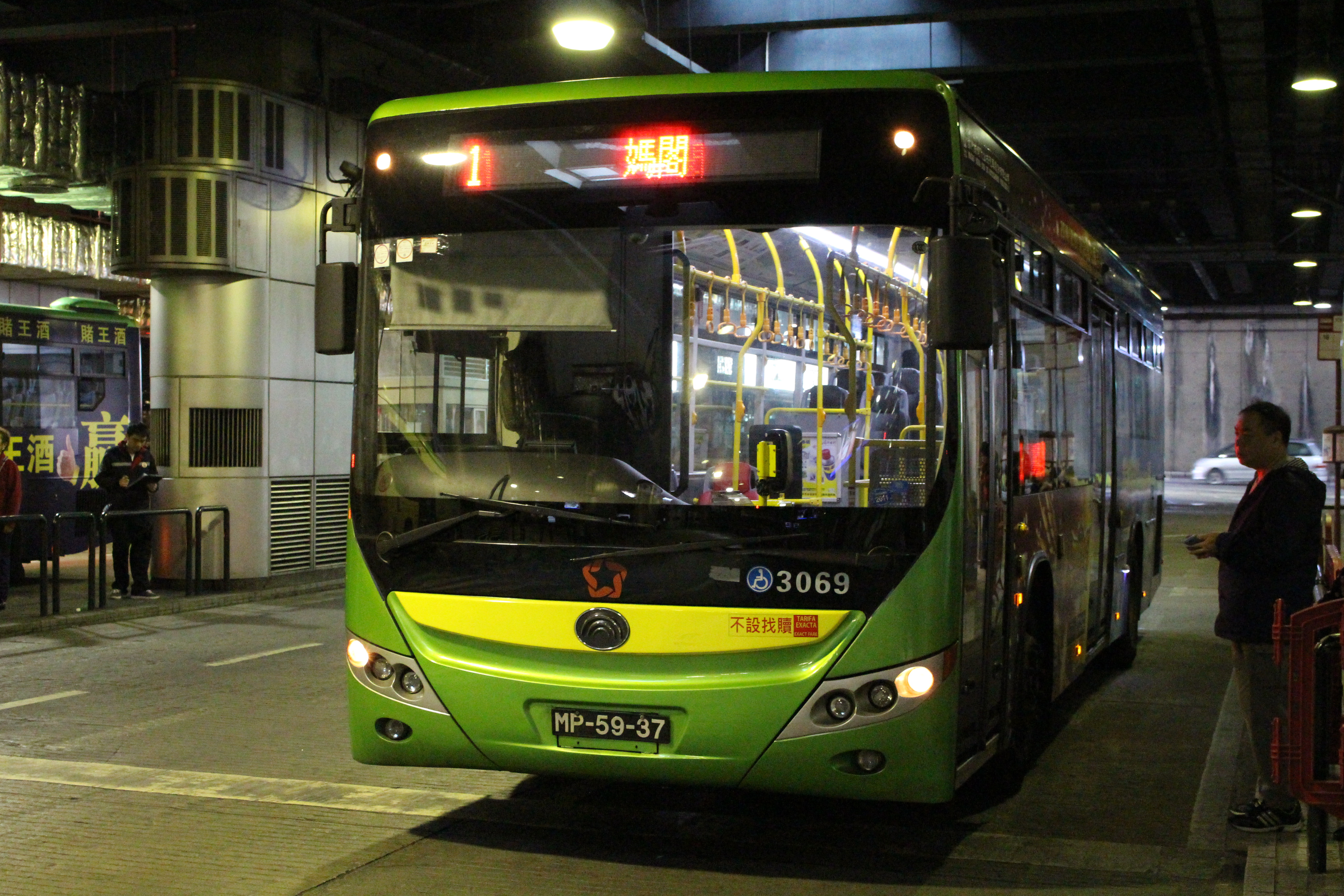
宇通ZK6118HGE
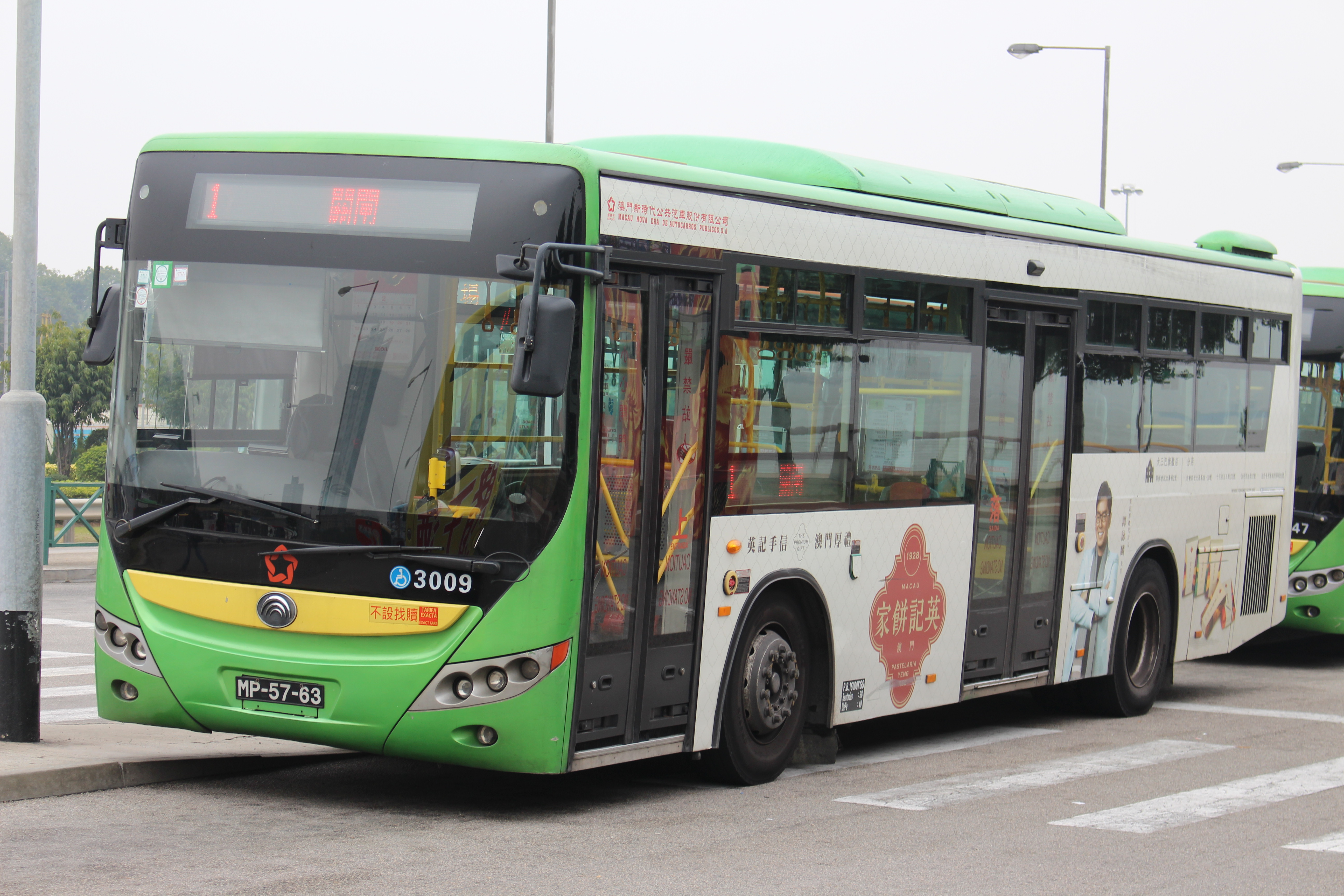
宇通ZK6115HG1
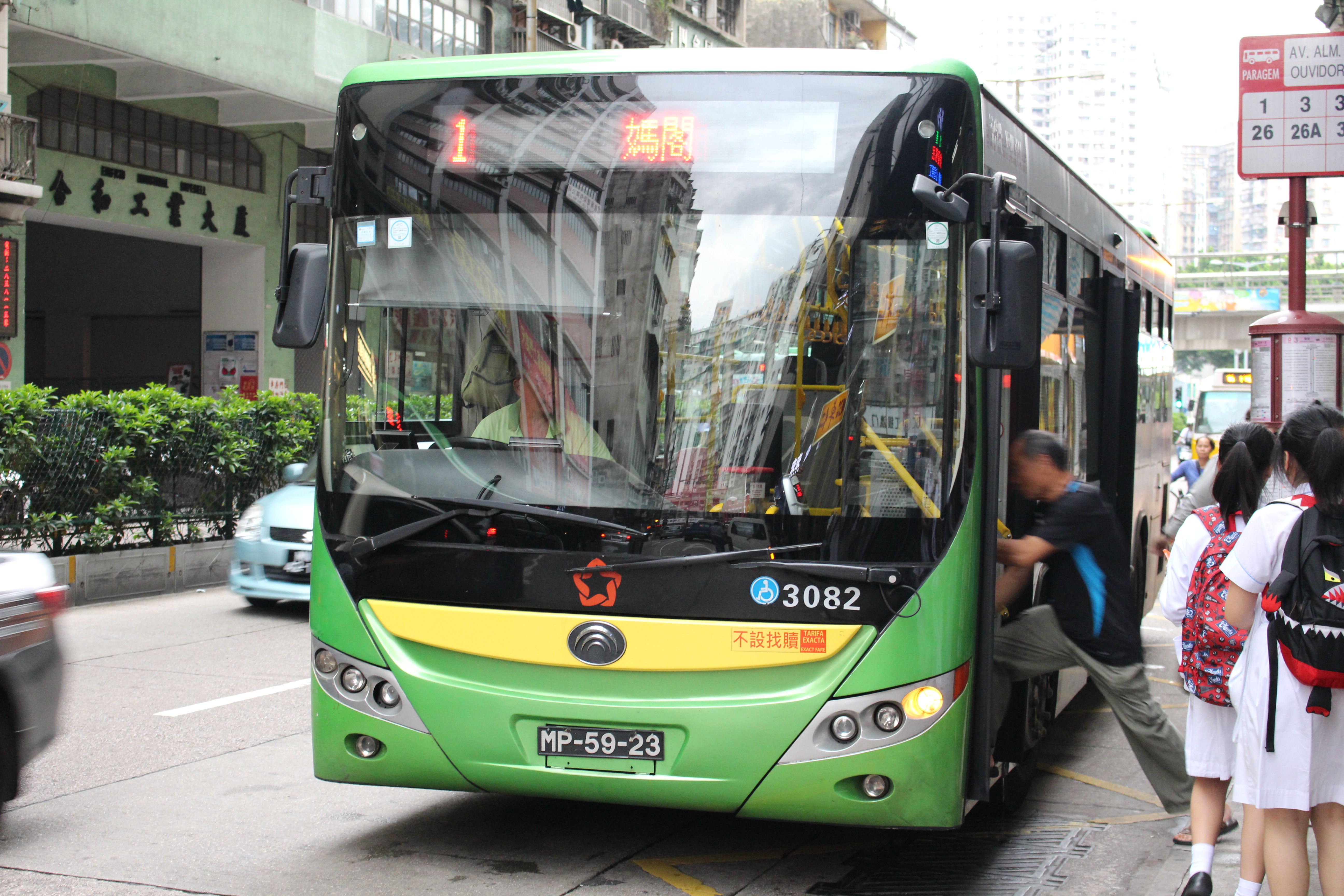
宇通ZK6128HGE
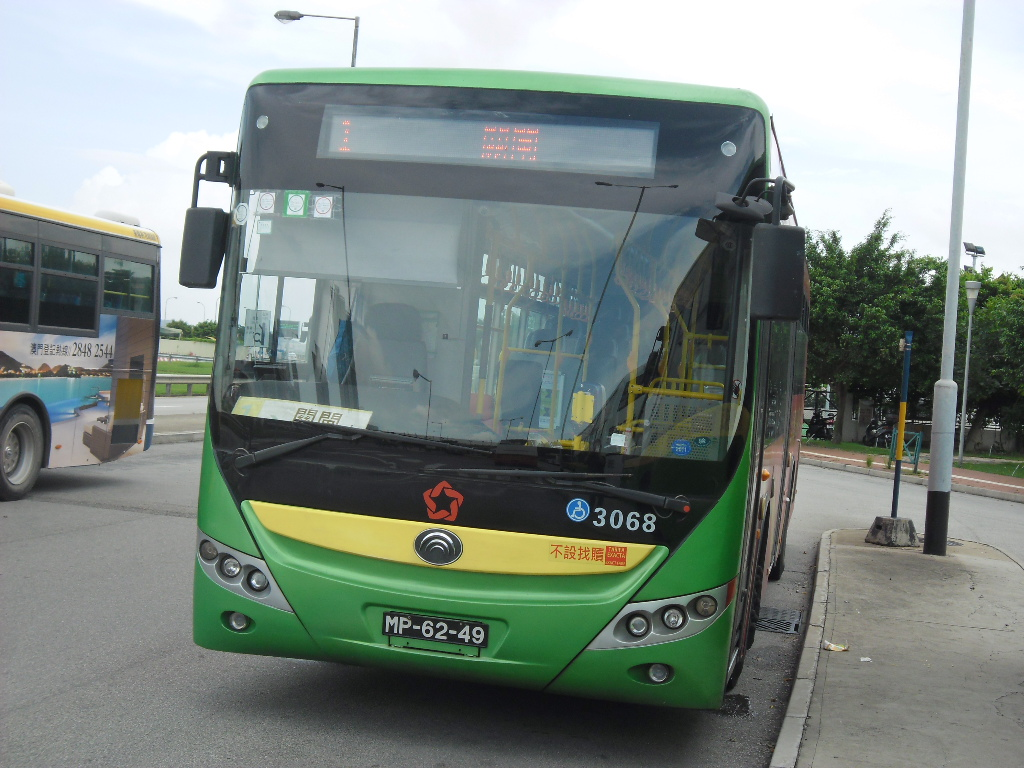
宇通ZK6118HGE
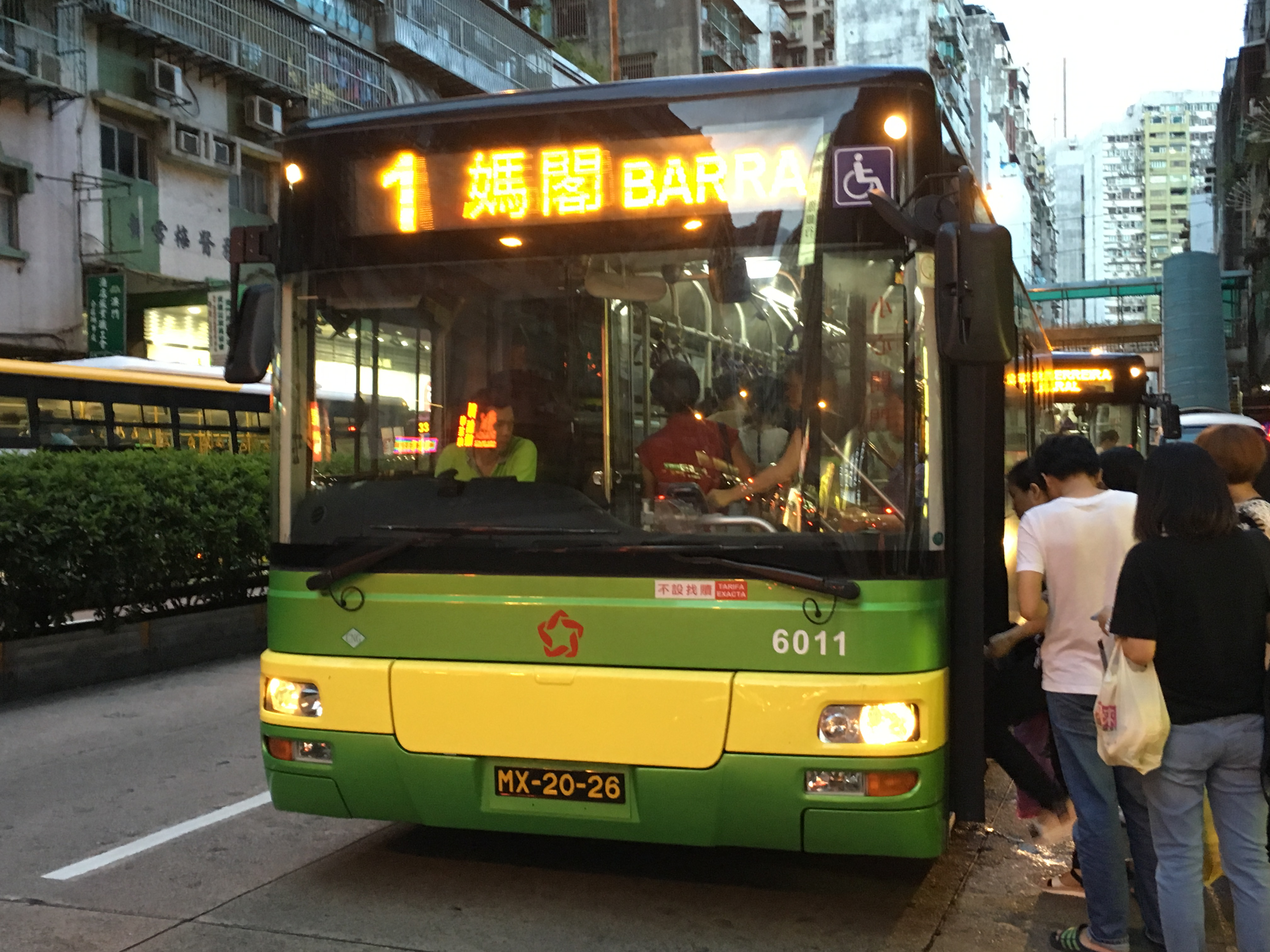
宇通ZK6125HNG

2017年9月起：
- 宇通ZK6125HNG

### 澳巴時期
2022年7月11日前：
- 宇通ZK6125HNG

2022年7月11日起：
- 宇通ZK6125HNG
- 宇通ZK6128HNGE

2022年9月起：
- 宇通ZK6125HNG
- 宇通ZK6128HNGE
- 宇通ZK6128HGE

2022年12月起：
- 宇通ZK6125HNG

2023年1月上旬：
- 宇通ZK6125HNG
- 宇通ZK6128HNGE

2023年1月中旬起：
- 宇通ZK6125HNG

2023年2月16日起：
- 宇通ZK6125HNG
- 宇通ZK6128HNGE

2024年2月28日起：
- 宇通ZK6128HGE

2024年3月4日起：
- 宇通ZK6128HGE
- 中通LCK6113SHEVG

2024年4月5日起：
- 宇通ZK6125HNG
- 宇通ZK6128HNGE
- 中通LCK6113SHEVG

#### 特見
- 2022年9月1-2、5、7-8日，派出宇通ZK6902HG中巴支援。
- 2023年1月28日，派出宇通ZK6128HNGE天然氣大巴及中通LCK6113SHEVG增程式大巴行駛本線
- 2023國際煙花匯演期間，派出中通LCK6113SHEVG增程式大巴支援

## 電牌
| 往關閘方向                   | 往關閘方向        | 往關閘方向 |
| 日期                         | 頭牌              | 圖例       |
| ---------------------------- | ----------------- | ---------- |
| 2017年8月23日前              | 關閘              |            |
| 2018年12月15日至2024年2月8日 | 關閘              |            |
| 2017年8月23日至12月14日      | 巴波沙大馬路      |            |
| 2024年2月9日起               | 關閘 通往拱北口岸 |            |
| 往媽閣方向                   |                   |            |
| 日期                         | 頭牌              | 圖例       |
| 開線至今                     | 媽閣              |            |
| 旅遊塔舉行活動期間           | 旅遊塔            |            |

## 路線資料

### 收費
| 收費類別     | 收費類別                      | 收費類別             | 費用 |
| ------------ | ----------------------------- | -------------------- | ---- |
| 現金         | 現金                          | 現金                 | $6.0 |
| 境外支付工具 | 支付寶（內地及香港）          | 支付寶（內地及香港） | $6.0 |
| 境外支付工具 | 雲閃付 非綁定澳門銀聯卡       |                      | $6.0 |
| 境外支付工具 | 微信支付（內地及香港）        |                      | $6.0 |
| 境外支付工具 | 交通聯合 非澳門發行的全國通卡 |                      | $6.0 |
| 境內支付工具 | 澳門通                        | 全民卡               | $3.0 |
| 境內支付工具 | 澳門通                        | 學生卡               | $1.5 |
| 境內支付工具 | 澳門通                        | 長者卡               | 免費 |
| 境內支付工具 | 澳門通                        | 殘疾卡               | 免費 |
| 境內支付工具 | 聚易用＋                      | 聚易用＋             | $3.0 |

### 服務時間及班距
| 服務時間                     | 服務時間     | 星期一至六  | 星期日 （含公眾假期） |
| ---------------------------- | ------------ | ----------- | --------------------- |
| 關閘總站                     | 關閘總站     | 06:00-01:15 | 06:00-01:15           |
| 媽閣交通樞紐                 | 媽閣交通樞紐 | 05:45-00:45 | 05:45-00:45           |
| 班距                         | 尖峰         | 4-8分鐘     | 4-9分鐘               |
| 班距                         | 離峰         | 10-12分鐘   | 8-12分鐘              |
| 懸掛8號風球後1小時開出尾班車 |              |             |                       |

### 路線停站
| 1    | 關閘 ↔ 媽閣 | 關閘 ↔ 媽閣          | 關閘 ↔ 媽閣        | 關閘 ↔ 媽閣 | 關閘 ↔ 媽閣              | 關閘 ↔ 媽閣        |
| 序號 | 往程        | 往程                 | 往程               | 返程        | 返程                     | 返程               |
| 序號 | 站號        | 站名                 | 輕軌站／出入境口岸 | 站號        | 站名                     | 輕軌站／出入境口岸 |
| 1    | M1/5        | 關閘總站             | 關閘邊檢大樓       | M3          | 媽閣交通樞紐             | 媽閣站             |
| 2    | M225        | 看台街／騎士馬路     |                    | M198        | 西灣湖景大馬路／媽閣碼頭 | 媽閣站             |
| 3    | M229        | 三角花園             |                    | M183/1      | 河邊新街／凱泉灣         |                    |
| 4    | M12         | 北區警司處           |                    | M140/1      | 河邊新街／李道巷         |                    |
| 5    | M31         | 白朗古／跑狗場       |                    | M137/2      | 內港客運碼頭             | 內港客運碼頭       |
| 6    | M16/1       | 提督馬路／雅廉訪     |                    | M132/2      | 十六浦                   |                    |
| 7    | M111        | 昌明花園             |                    | M129        | 沙梨頭街市               |                    |
| 8    | M112        | 沙梨頭／華寶工業大廈 |                    | M114        | 沙梨頭海邊街             |                    |
| 9    | M127        | 海邊新街             |                    | M113        | 提督／紅街市             |                    |
| 10   | M125        | 栢港停車場           |                    | M19         | 白朗古將軍馬路           |                    |
| 11   | M136/1      | 粵通碼頭             |                    | M10/1       | 台山街市                 |                    |
| 12   | M139/2      | 司打口               | 內港客運碼頭       | M8/2        | 巴波沙大馬路             |                    |
| 13   | M184        | 河邊新街／街市       |                    | M1/5        | 關閘總站                 | 關閘邊檢大樓       |
| 14   | M188        | 河邊新街／下環       |                    |             |                          |                    |
| 15   | M203/1      | 媽閣廟站             |                    |             |                          |                    |
| 16   | M3          | 媽閣交通樞紐         | 媽閣站             |             |                          |                    |

### 關閘總站重整期間安排
*2017年8月23日至2018年6月15日

#2018年6月16日至12月14日
| 1    | 媽閣 ↺ 巴波沙大馬路 | 媽閣 ↺ 巴波沙大馬路  | 媽閣 ↺ 巴波沙大馬路 |
| 序號 | 循環線              | 循環線               | 循環線              |
| 序號 | 站號                | 站名                 | 出入境口岸          |
| 1    | M3/2                | 媽閣總站             |                     |
| 2    | M183/1              | 河邊新街／凱泉灣     |                     |
| 3    | M140/1              | 河邊新街／李道巷     |                     |
| 4    | M137                | 火船頭街             | 內港客運碼頭        |
| 5    | M133/2              | 十六浦               |                     |
| 6    | M129                | 水上街市             |                     |
| 7    | M114                | 沙梨頭海邊街         |                     |
| 8    | M113                | 提督／紅街市         |                     |
| 9    | M19                 | 白朗古將軍馬路       |                     |
| 10   | M10/1               | 台山街市             |                     |
| 11   | M8/2                | 巴波沙大馬路         |                     |
| *    | M63                 | 紀念孫中山公園       |                     |
| *    | M5                  | 街總社區服務大樓     |                     |
| 12/# | M225                | 看台街／騎士馬路     |                     |
| 13/# | M229/3              | 三角花園             |                     |
| 14/# | M12                 | 北區警司處           |                     |
| 15   | M31                 | 白朗古／跑狗場       |                     |
| 16   | M16/1               | 提督馬路／雅廉訪     |                     |
| 17   | M111                | 昌明花園             |                     |
| 18   | M112                | 沙梨頭／華寶工業大廈 |                     |
| 19   | M127                | 海邊新街             |                     |
| 20   | M125                | 栢港停車場           |                     |
| 21   | M136/1              | 粵通碼頭             |                     |
| 22   | M139/2              | 司打口               | 內港客運碼頭        |
| 23   | M184                | 河邊新街／街市       |                     |
| 24   | M188                | 河邊新街／下環       |                     |
| 25   | M203/1              | 媽閣廟站             |                     |
| 26   | M3/2                | 媽閣總站             |                     |

## 客量
- 本線在開辦至2008年間由於有1A、34路線競爭，其走線與本線相同，加上班次頻密，而且本線沒有特別多“獨市位”，導致本線客量偏低，用車更是載客量低的三菱Rosa。後來本線延長至關閘總站，1A路線不再途徑提督馬路至媽閣一段路程，令該段成為本線“獨市位”，客量開始上升，本線亦不再派出三菱Rosa，改派更多載客量的車行走，除了處理下環區的擠密人流外，大量在十六浦至提督馬路間無法登上3路線的乘客均會轉投本線，起了分流的作用，客滿情況可說是家常便飯，所以被稱為「線王」。雖然關閘總站附近有很多路線（如5、10、18等等）前往媽閣總站，但在以下情況下，本線較有優勢。
  - 5路線：需要繞經高士德、水坑尾、中區，繁忙時間更飽受塞車困擾
  - 9路線：班距疏落，而且需要繞經南灣及西灣湖一帶，行車時間較長
  - 10路線：雖班距頻密，但經新口岸、中區、黑沙環，比9路線還要長
  - 18路線：需要繞經黑沙環、南灣、旅遊塔、風順堂街、亞婆井前地，在眾多路線中最迂迴
  - 18B路線：雖然不需要繞經風順堂街、亞婆井前地等，但與18路線一樣，需要繞經黑沙環、南灣
- 由於本線提供班距頻密的特快服務，而且近年來沿線北上或回澳門半島南區（司打口至河邊新街）的需求上升，加上5路線繁忙時間於高士德及水坑尾之路段經常塞車，基本上第二個站乘客已經因客滿上不了車，使本線起了分流作用，客量進一步提升。
- 雖然自2017年2月25日後，MT4路線延長至關閘，本線的“獨市位”部分被取代。特別是從關閘出發，到司打口、河邊新街、媽閣這段路程較本線快。但由於其班距比本線疏落，本線客量因而未受太大影響。
- 根據2020年公報，本線在2019年度共開出115,809班，乘車人次為6,320,581人次，平均每班接載54.6人次。

## 趣事
- 雖然本線為雙向線，但大部分司機並不會在關閘總站休息，而是「到站即出」，反而像一條循環線。

## 意外事件
- 2020年9月19日，涉事車長正駕駛由媽閣開往關閘的本線，於沙梨頭街市巴士站上落客時，一乘客因沒有按規定佩戴口罩乘搭巴士，車長提醒過程中，乘客與車長發生爭執，隨後發生乘客襲擊車長之事件。[28]

- 2022年4月19日上午9時多，一輛行駛澳巴本線的巴士（車隊編號：6019）駛至西灣湖景大馬路近西灣橋口被尾隨一輛澳巴11路線（車輛編號：2002）追尾相撞，1名司機手部被玻璃割傷。受事故影響，該處上午尖峰時段交通嚴重擠塞。[29][30]

## 圖片集

### 新福利時期

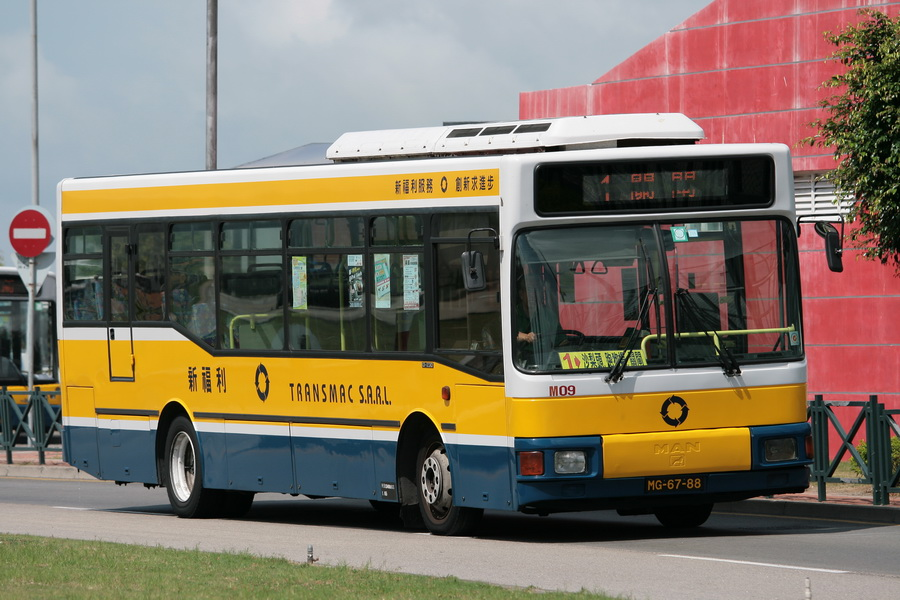
MAN 13.230
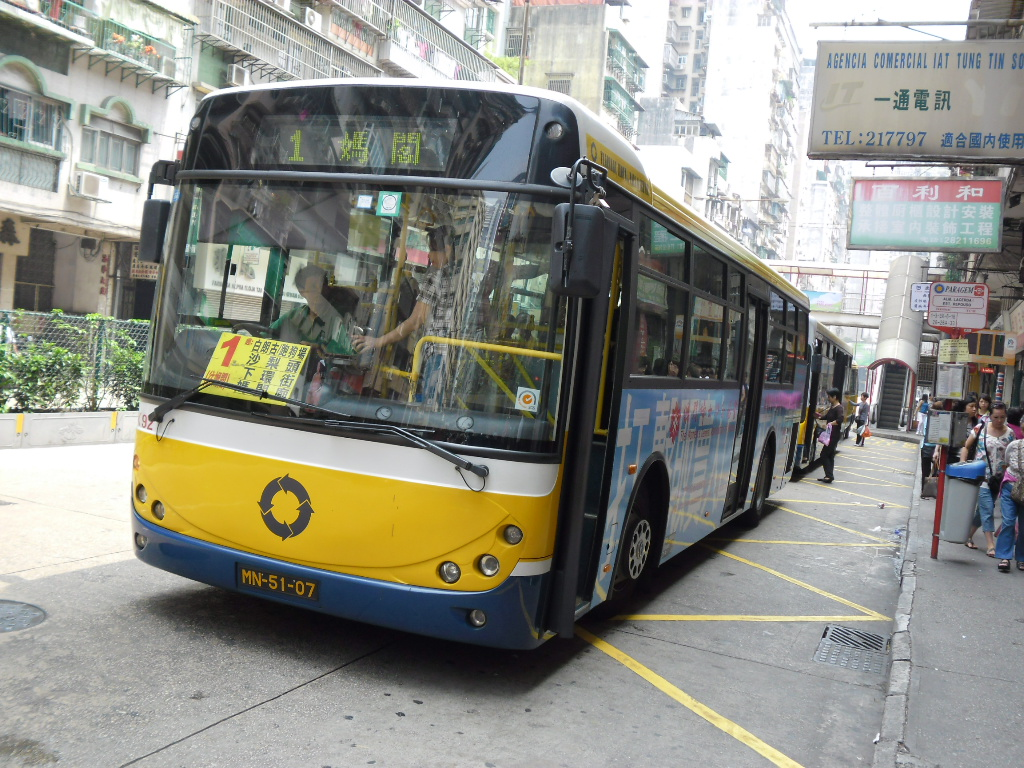
蘇州金龍KLQ6101GE3

### 新時代時期
- 宇通ZK6118HGE
- 宇通ZK6118HGE
- 宇通ZK6118HGE
- 宇通ZK6118HGE
- 宇通ZK6125HNG

### 澳巴時期
- 宇通ZK6902HG
- 宇通ZK6118HGE
- 宇通ZK6115HG1
- 宇通ZK6105HG
- 宇通ZK6118HGE
- 中通LCK6113SHEVG
- 中通LCK6113SHEVG
- 中通LCK6113SHEVG
- 中通LCK6113SHEVG
- 中通LCK6113SHEVG
- 中通LCK6113SHEVG
- 中通LCK6113SHEVG
- 蘇州金龍KLQ6116GHEV
- 蘇州金龍KLQ6116GHEV
- 宇通ZK6128HGE
- 宇通ZK6128HGE
- 宇通ZK6125HNG
- 宇通ZK6125HNG
- 宇通ZK6125HNG
- 宇通ZK6128HNGE

## 外部連結
- （繁體中文）澳門公共汽車股份有限公司 （页面存档备份，存于）